# Abuso sexual de menores na Igreja Católica

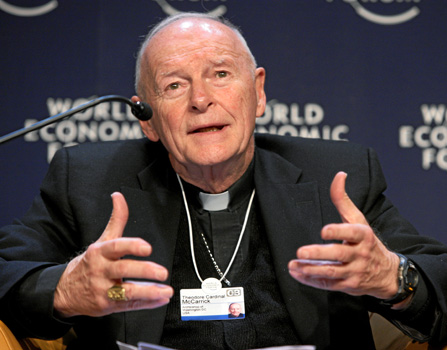
Theodore McCarrick (1930 – 2025), ordenado em 2018 por Papa Francisco a uma vida de oração e penitência. Sentenciado por crimes sexuais contra adultos e menores e abuso de poder, foi depregado do estado clerical em fevereiro de 2019. Foi o funcionário eclesiástico de mais alto escalão em tempos modernos a ser laicizado e o primeiro cardeal laicizado por má conduta sexual.

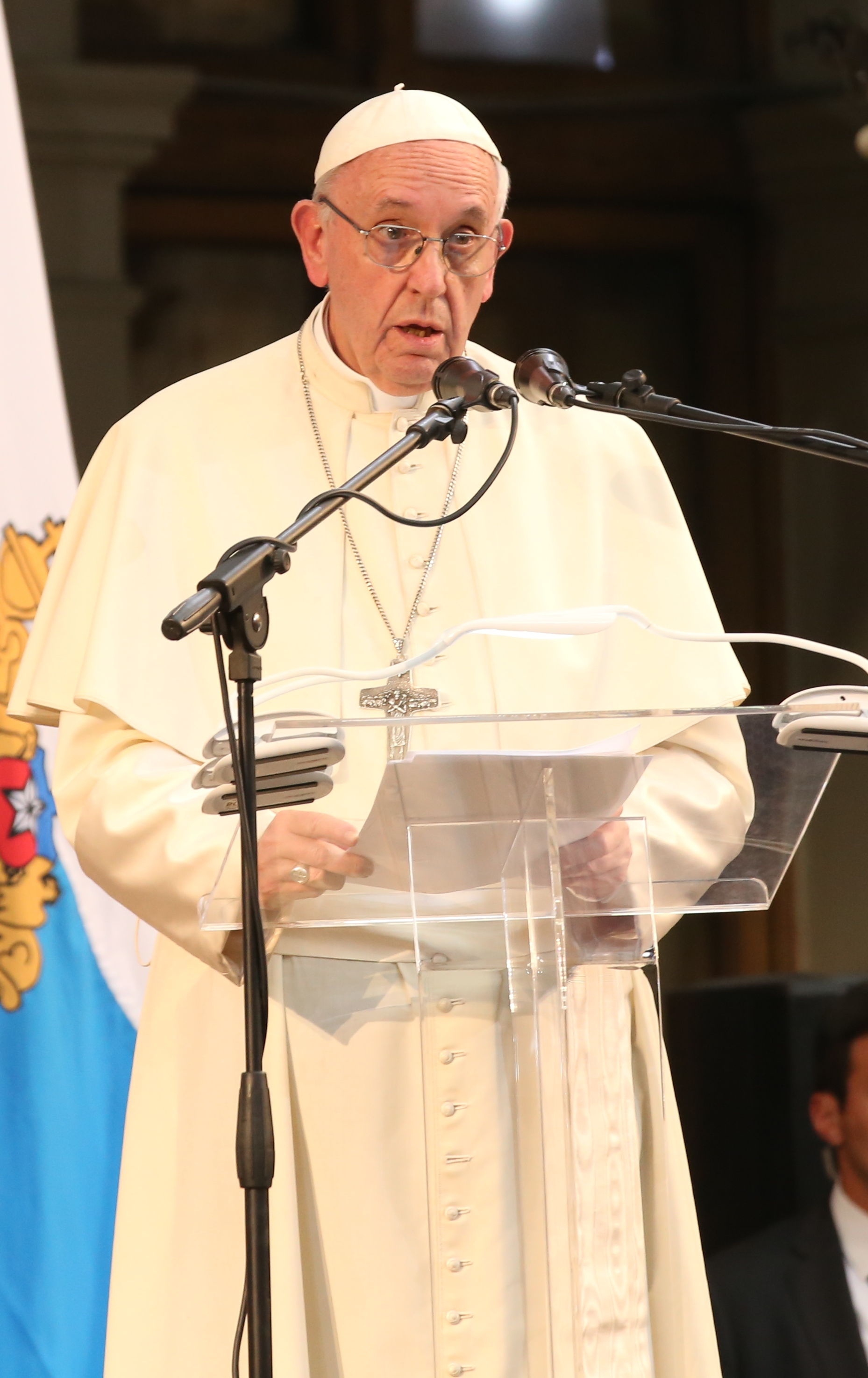
Papa Francisco fazendo um discurso na Pontifícia Universidade Católica do Chile (2018). A Igreja Católica no Chile sofreu em 2018 um dos piores escândalos de abuso sexual no âmbito católico em todo o mundo, incluindo o Caso Fernando Karadima, resultando em várias condenações e renúncias.

Tem havido muitos casos de abuso sexual de crianças por padres, freiras e outros membros da vida religiosa na Igreja Católica. No final do século XX e início do século XXI, os casos envolveram diversas alegações, investigações, julgamentos, condenações, reconhecimento e pedidos de desculpas por autoridades da Igreja, além de revelações sobre décadas de ocorrências de abuso e tentativas de ocultação por parte de dirigentes eclesiásticos. As vítimas incluem principalmente meninos, mas também meninas, algumas com apenas três anos, sendo a maioria entre 11 e 14 anos. Na maioria dos casos criminais, não se inclui assédio sexual de adultos. As denúncias de abuso e encobrimento começaram a ganhar atenção pública no final da década de 1980. Muitos desses casos envolvem denúncias de abusos ocorridos décadas antes, frequentemente relatados por adultos ou adolescentes anos após os fatos. Há também processos contra membros da hierarquia católica que teriam acobertado acusações e transferido padres abusadores para outras paróquias, onde os abusos continuaram.
Até a década de 1990, esses casos começaram a receber atenção significativa da mídia e do público em vários países, incluindo Canadá, Estados Unidos, Chile, Austrália, Irlanda e grande parte da Europa e da América do Sul. Papa João Paulo II foi criticado por representantes das vítimas de abuso sexual clerical por não ter respondido com a rapidez necessária à crise no clericalismo sexual. Após décadas de inação, a cantora Sinéad O'Connor expôs o escândalo quando, durante uma edição de 1992 do Saturday Night Live, rasgou uma foto de João Paulo II. O protesto foi elogiado por críticos da Igreja, mas também gerou forte reação de muitos católicos, prejudicando consideravelmente sua carreira. Com o tempo, entretanto, sua atitude passou a ser vista de forma mais favorável à medida que surgiam provas da corrupção e dos esforços de supressão por parte da Igreja.
Em 2002, uma investigação do The Boston Globe, que inspirou o filme Spotlight, deu início a ampla cobertura midiática nos Estados Unidos. Escândalos semelhantes foram expostos na Europa, Austrália e Chile, refletindo um padrão global de abuso de longa duração e encobrimento sistemático por parte da hierarquia eclesiástica. Um relatório policial de 2012 detalhou 40 suicídios diretamente relacionados a abusos por clérigos católicos no estado de Victoria.
- Nos casos latino-americanos, o mais famoso é o escândalo sexual do Padre Marcial Maciel, líder da Legião de Cristo, uma congregação de direito pontifício.[16] O caso veio à tona após mais de uma década de negações pela Legião e críticas às vítimas.[17]
- Na Tanzânia, o Padre Kit Cunningham, juntamente com outros três padres, foi exposto como pedófilo após sua morte.[18]

De 2001 a 2010, a Santa Sé examinou casos de abuso sexual envolvendo cerca de 3 000 padres, alguns dos quais datavam de cinquenta anos atrás. Autoridades diocesanas e acadêmicos afirmam que o abuso sexual por parte do clero geralmente não é comentado, o que dificulta sua mensuração. Membros da hierarquia católica sustentam que a cobertura midiática foi excessiva e desproporcional, e que abusos também ocorrem em outras religiões e instituições, argumento que desagradou representantes de outras confissões religiosas, que viram nisso uma forma de distanciar a Igreja Católica de controvérsias.
Em um pedido de desculpas de 2001, Papa João Paulo II afirmou que o abuso sexual dentro da Igreja era “uma profunda contradição ao ensinamento e testemunho de Jesus Cristo”. Papa Bento XVI pediu desculpas, encontrou-se com vítimas e falou de sua “vergonha” frente ao mal causado, clamando por punição aos perpetradores e criticando a ineficácia dos responsáveis pela gestão dos casos. Em janeiro de 2018, referindo-se a um caso específico no Chile, Papa Francisco acusou vítimas de inventarem as denúncias; mas, em abril, pediu desculpas por seu “erro trágico”, e, em agosto, expressou “vergonha e pesar” pela trágica história. Em fevereiro de 2019, convocou um encontro de quatro dias com a participação dos presidentes de todas as conferências episcopais do mundo, realizado na Cidade do Vaticano de 21 a 24 de fevereiro, para discutir a prevenção do abuso sexual por parte do clero católico. Em dezembro de 2019, o Papa Francisco promoveu mudanças abrangentes para permitir maior transparência. Em junho de 2021, um grupo de relatores especiais da Alto Comissariado das Nações Unidas para os Direitos Humanos criticou o Vaticano, apontando persistentes alegações de obstrução e falta de cooperação com processos judiciais nacionais, prejudicando a responsabilização dos abusadores e a reparação às vítimas.
Alguns veículos e instituições cristãs acusaram a mídia de viés anticatólico. Um relatório de 2002 da Christian Ministry Resources (CMR) afirmou que, ao contrário da opinião comum, a maioria das igrejas americanas acusadas de abuso sexual de crianças são protestantes, e que a violência sexual é cometida com maior frequência por voluntários do que por padres. O relatório também criticou a forma como a mídia austríaca noticiou alegações de abuso contra o clero católico, ignorando denúncias semelhantes em igrejas protestantes. Segundo Thomas G. Plante, “não há evidências que sugiram que padres católicos abusem sexualmente crianças ou menores, em geral, em proporção maior do que a da população geral de homens adultos ou mesmo de clérigos masculinos de outras tradições religiosas.”

## Extensão internacional do abuso

Percentual de católicos por país (2010).

O abuso sexual na Igreja Católica é relatado desde o século XI, quando Pedro Damião escreveu o tratado Liber Gomorrhianus contra tais práticas e outras. No final do século XV, Katharina von Zimmern e sua irmã foram retiradas de seu convento para viver temporariamente na casa da família, em parte porque haviam sido molestadas por padres. Em 1531, Martinho Lutero afirmou que Papa Leão X havia vetado uma medida para restringir o número de meninos mantidos para seus “prazeres”, “caso contrário teria se espalhado pelo mundo como o próprio Papa e os cardeais em Roma praticavam sodomia de forma aberta e descarada.”
O abuso sexual de crianças abaixo da idade de consentimento por padres recebeu atenção midiática e pública significativa nos Estados Unidos, Canadá, Irlanda, Reino Unido, Filipinas, bem como em Bélgica, França, Alemanha e Austrália. Há relatos de casos em outras nações ao redor do mundo. Muitos desses casos se estendem por várias décadas e são apresentados anos após o ocorrido.
Embora inquéritos nacionais tenham sido conduzidos apenas nos Estados Unidos, Austrália e Irlanda, casos de abuso sexual clerical de menores foram relatados e processados em Nova Zelândia, Canadá e outros países. Em 1995, o Cardeal austríaco Hans Hermann Groër renunciou ao cargo de Arcebispo de Viena por acusações de abuso sexual, embora tenha permanecido cardeal.
Na Irlanda, a Comissão de Inquérito sobre o Abuso de Crianças emitiu um relatório que abrangeu seis décadas (a partir dos anos 1950). Constatou-se o abuso sexual “endêmico” em instituições católicas masculinas, observando que líderes da Igreja tinham conhecimento dos casos e que inspetores governamentais falharam em “impedir espancamentos, estupros e humilhações”. O documento também ressaltou a “centralidade da pobreza e da vulnerabilidade social na vida das vítimas de abuso”.
Na Austrália, segundo o grupo de apoio Broken Rites, até 2011 mais de cem padres católicos foram acusados de crimes sexuais contra menores. Um relatório policial de 2012 afirmou que 40 suicídios no estado de Victoria estavam diretamente relacionados a abusos cometidos por membros do clero católico. Em janeiro de 2013, instaurou-se uma Comissão Real de Inquérito sobre Respostas Institucionais ao Abuso Sexual de Crianças para investigar o abuso sexual institucionalizado de menores, relacionado — mas não restrito — a casos envolvendo o clero da Igreja Católica.
Dos casos de abuso sexual na Igreja Católica na América Latina, o mais conhecido é o escândalo de Padre Marcial Maciel, fundador da Legião de Cristo, uma congregação católica de direito pontifício. As revelações surgiram após mais de uma década de negações da Legião e de críticas às vítimas que denunciavam os abusos.
Em Tanzânia, o Padre Kit Cunningham e outros três sacerdotes foram expostos como pedófilos após a morte de Cunningham. O abuso ocorreu na década de 1960, mas só foi revelado publicamente em 2011, principalmente por meio de um documentário da BBC.
Autoridades e acadêmicos familiarizados com a Igreja Católica Romana em países do Terceiro Mundo  afirmam que abusos sexuais por parte do clero geralmente não são discutidos e, portanto, são difíceis de mensurar. Isso pode dever-se, em parte, à estrutura mais hierárquica da Igreja em países do Terceiro Mundo, à “saúde psicológica” do clero nessas regiões e ao fato de que a mídia, os sistemas jurídicos e a cultura pública desses países não costumam abordar exaustivamente o abuso sexual. Nas Filipinas, onde Desde 2002 pelo menos 85% da população é católica, as revelações de abuso sexual por parte de sacerdotes, incluindo abuso de menores, seguiram a ampla cobertura nos Estados Unidos em 2002.
O acadêmico Mathew N. Schmalz cita a Índia como exemplo: “havia fofocas e rumores, mas isso nunca chegava ao nível de acusações formais ou controvérsias.” Tradicionalmente, a Igreja Católica Romana exerceu controle rígido sobre muitos aspectos da vida eclesiástica em todo o mundo, mas deixou os casos de abusos sexuais para serem tratados localmente. Em 2001, a Igreja passou a exigir que casos de abuso sexual fossem comunicados a Roma. Em julho de 2010, o Vaticano dobrou o prazo após o 18.º aniversário da vítima em que membros do clero podem ser julgados por um tribunal eclesiástico. Também simplificou os processos de remoção de padres abusivos.
De acordo com um estudo de 2004 da Faculdade de Justiça Criminal John Jay para a Conferência dos Bispos Católicos dos Estados Unidos, 4.392 padres e diáconos católicos em ministério ativo entre 1950 e 2002 foram plausivelmente (nem retirados nem refutados) acusados de abuso sexual de menores por 10.667 indivíduos. Estimando-se em 110.000 o número de padres e diáconos ativos no mesmo período, o relatório concluiu que aproximadamente 4% enfrentaram tais alegações. O estudo observou que “é impossível determinar a partir de nossas pesquisas qual porcentagem de todos os casos reais de abuso ocorridos entre 1950 e 2002 foi comunicada à Igreja e, portanto, está em nosso conjunto de dados.” O cardeal augustiniano Bea, S.J., especialista em aconselhamento contra abusos e considerado autoridade no tema, afirma que “aproximadamente 4% dos padres durante o último meio século (e principalmente nas décadas de 1960 e 1970) tiveram uma experiência sexual com um menor.” De acordo com a revista Newsweek, esse índice é semelhante ao observado na população adulta em geral.
Em 2014, o Representante Permanente da Santa Sé junto às Nações Unidas, Silvano Maria Tomasi, compareceu ao Comitê contra a Tortura e informou que, nos dez anos anteriores, 3.420 casos de abuso contra menores haviam sido investigados e 884 padres foram removidos de seus cargos e reduzidos ao estado laical. Alegações e condenações por abuso sexual cometidos por membros do clero ocorreram em diversos países. Não existem dados precisos sobre o número de casos em diferentes regiões. Contudo, em 2002 o The Boston Globe reportou que “claramente a questão foi mais proeminente nos Estados Unidos.” Os Estados Unidos são o país com o maior número de casos relatados de abuso sexual na Igreja Católica.
Após os Estados Unidos, o país com o segundo maior número de casos reportados é a Irlanda. Um número significativo de casos também foi relatado na Austrália, Nova Zelândia, Canadá e países da Europa, América Latina, África e Ásia.
Em resposta à atenção recebida, membros da hierarquia eclesiástica argumentaram que a cobertura midiática foi injusta, excessiva e desproporcional. Segundo um estudo do Centro de Pesquisas Pew, em 2002 a cobertura concentrou-se nos Estados Unidos, onde uma série no The Boston Globe deu início a ampla cobertura na região. Contudo, em 2010, o foco havia se deslocado para a Europa.
Em setembro de 2011, foi apresentada ao Tribunal Penal Internacional uma denúncia alegando que o Papa, o cardeal Angelo Sodano (Decano do Colégio de Cardeais), o cardeal Tarcísio Bertone (Cardeal Secretário de Estado) e o cardeal William Levada (então prefeito da Congregação para a Doutrina da Fé) haviam cometido um crime contra a humanidade ao não prevenir ou punir autores de estupro e violência sexual em uma ocultação “sistemática e generalizada” que incluiu a falta de cooperação com as autoridades competentes. Em declaração à Associated Press, o Vaticano descreveu isso como um “truque de publicidade ridículo e um uso indevido de processos judiciais internacionais.” Advogados e professores de direito ressaltaram que o caso provavelmente foge à jurisdição do tribunal.
Em 1996, Philip Jenkins, professor do Departamento de Religião e História da Universidade Estadual da Pensilvânia, questionou as teses de aumento de abuso sexual entre padres, afirmando que a porcentagem de religiosos acusados de molestar menores é de 1,8%, sendo que boa parte não se refere apenas à pedofilia.
O Papa Francisco reconheceu em 2017 que o Vaticano tinha um acervo de 2.000 casos de abuso sexual pendentes.

## Principais casos
No final da década de 1940, o padre americano Gerald Fitzgerald fundou a Congregação dos Servos do Paráclito, uma ordem religiosa dedicada ao tratamento de padres católicos romanos que enfrentam dificuldades pessoais como abuso de substâncias e má conduta sexual. Em uma série de cartas e relatórios enviados a altos líderes da Igreja Católica a partir da década de 1950, Fitzgerald alertou para os problemas substanciais causados por padres abusivos. Ele escreveu, por exemplo, que "[os autores de abuso sexual] tinham pouca probabilidade de mudar e não deveriam retornar ao ministério". Ele discutiu o problema com o Papa Paulo VI (1963–1978) e "em correspondência com vários bispos".
Em 2001, o Vaticano passou a exigir pela primeira vez que casos de abuso sexual fossem comunicados à hierarquia vaticana; antes disso, o gerenciamento desses casos ficava a cargo das dioceses locais. Após a revelação, em 2002, do The Boston Globe de que casos de abuso eram generalizados na Igreja em Massachusetts e em outros lugares, o The Dallas Morning News realizou uma investigação de um ano. Foi relatado, em 2004, que mesmo após essas revelações e a comoção pública, a Igreja institucional havia transferido padres acusados de abuso para fora dos países onde eram investigados, mas os tinha designado novamente a "locais que os colocavam em contato com crianças, apesar das alegações contrárias da Igreja". Entre as conclusões da investigação estava que quase metade dos 200 casos "envolvia clérigos que tentaram evitar as autoridades."
Os casos receberam considerável atenção da mídia e do público nos Estados Unidos, na Irlanda — onde o abuso foi reportado como generalizado —, no Canadá e em todo o mundo. Em resposta a essa atenção, membros da hierarquia da Igreja têm argumentado que a cobertura midiática foi excessiva e desproporcional. Segundo um estudo do Pew Research Center, a cobertura da mídia foi gerada principalmente nos Estados Unidos, a partir de 2002, com uma série no The Boston Globe que publicou centenas de reportagens. Em contraste, em 2010 grande parte das reportagens concentrou-se em abuso infantil na Europa.

### Américas

#### América Central

##### Costa Rica
Diferentes escândalos de abuso sexual envolvendo membros do clero católico vieram a público na Costa Rica, com mais de dez padres formalmente acusados. No entanto, um dos eventos mais recentes e dramáticos, devido à exposição midiática, ocorreu em 2019, quando acusações judiciais contra os padres Mauricio Víquez e Manuel Guevara levaram ao busca e apreensão da Conferência Episcopal pelo Departamento de Investigação Judicial em 7 de março de 2019. Víquez, que era porta-voz da Conferência Episcopal e professor na Universidade da Costa Rica, foi destituído do estado clerical pela Santa Sé e iniciado o processo para remoção de sua estabilidade universitária. Ele fugiu em janeiro de 2019 e foi considerado foragido, motivo pelo qual um mandado de prisão internacional foi expedido contra ele. Ele foi capturado no México em agosto de 2019 e condenado em 2022 a 20 anos de prisão por estupro e abuso de um menino de 11 anos. No caso de Guevara, pároco de Santo Domingo de Heredia, foi preso pelas autoridades.
Outro padre alvo de mandado de prisão por abuso sexual, Jorge Arturo Morales Salazar, foi detido pelas autoridades enquanto tentava fugir pela fronteira com o Panamá e mantido em custódia preventiva. Outros casos notáveis incluem o padre Enrique Delgado, figura popular devido ao seu programa de TV La Hora Santa (A Hora Santa), que foi condenado à prisão por estupro e abuso sexual de três menores, o padre Enrique Vázquez, que fugiu do país em 1998 aparentemente com ajuda financeira do San Carlos e foi capturado servindo como padre em Honduras em 2007, mas as acusações não puderam prosseguir devido à diferença de idade inferior a 28 anos entre as vítimas (13–16 anos) e o perpetrador (20 anos), e o padre Minor Calvo, outra personalidade de TV com seu programa Um Encontro com Cristo e como diretor da estação de rádio católica Rádio Maria, que foi encontrado em um carro com um adolescente no Parque Metropolitano La Sabana à meia-noite. Embora Calvo tenha sido condenado por corrupção e desfalque não foi condenado por abuso sexual.

##### República Dominicana
Józef Wesołowski, cidadão polonês que havia sido núncio (embaixador papal), foi laicizado em 2014 devido às acusações de abuso sexual de menores durante os cinco anos em que serviu como embaixador do Vaticano em Santo Domingo. A Santa Sé recusou-se a renunciar à sua imunidade diplomática para permitir que fosse julgado em Santo Domingo, mas o acusou perante o tribunal criminal do Vaticano. Entretanto, em julho de 2015, o julgamento foi adiado devido a problemas de saúde de Wesołowski; ele faleceu em 27 de agosto de 2015 antes que o processo pudesse ser realizado.

##### El Salvador
Em novembro de 2015, na única diocese católica não militar de El Salvador, a Arquidiocese de San Salvador, o padre Jesús Delgado, biógrafo e secretário pessoal do arcebispo Óscar Romero foi demitido pela arquidiocese após investigações revelarem que ele havia molestado uma menina, atualmente com 42 anos, quando ela tinha entre 9 e 17 anos. Devido ao prazo de prescrição, Delgado não pôde enfrentar acusações criminais. Em dezembro de 2016, um tribunal canônico condenou Delgado e outros dois padres de El Salvador, Francisco Gálvez e Antonio Molina, por atos de abuso sexual cometidos entre 1980 e 2000, e os laicizou.
Em novembro de 2019, a arquidiocese reconheceu o abuso sexual cometido pelo padre Leopoldo Sosa Tolentino em 1994 e emitiu um pedido público de desculpas à sua vítima. Tolentino foi suspenso do exercício do ministério e iniciou o processo canônico. Outro padre de El Salvador, José Adonay Chicas Campos, foi laicizado em 2019 após confessar culpa por abuso sexual em julgamento criminal no Vaticano e recebeu sentença de 16 anos de prisão.

##### Honduras
Em 2018, o Papa Francisco aceitou a renúncia do bispo auxiliar Juan José Pineda, um colaborador próximo do Cardeal Maradiaga, após revelações de abuso sexual de seminaristas e escândalo financeiro.

#### América do Norte

##### Canadá
No final da década de 1980, membros dos Christian Brothers foram acusados de abuso físico e sexual no Orfanato Mount Cashel em St. John’s. O governo, a polícia e a Igreja tentaram encobrir, mas em dezembro de 1989 a imprensa expôs o caso, e mais de 300 ex-alunos denunciaram abusos.
Em agosto de 2005, o Pe. Charles Henry Sylvestre, de Belle River, Ontário, confessou-se culpado de 47 acusações de abuso sexual de meninas de 9 a 14 anos, entre 1952 e 1989.
Em 2011, o padre Basilian William Hodgson Marshall (falecido em 2014 aos 92 anos) declarou-se culpado de 16 acusações de assédio indecente de menores e uma de abuso sexual por incidentes ocorridos entre 1952 e 1986, quando lecionou em escolas católicas em Windsor, Toronto e Sudbury. Foi condenado a dois anos de prisão, serviu 16 meses e, em 2020, o Supremo Tribunal do Canadá rejeitou apelação dos Basilianos do Toronto para não pagar CA$ 2,5 milhões a uma vítima.
Em 25 de agosto de 2020, o tribunal da Colúmbia Britânica ordenou que o gabinete da Diocese de Kamloops e o padre Erlindo Molon pagassem CA$ 844 140 a Rosemary Anderson, que alegou ter sido estuprada 70 a 100 vezes em 1976–1977, começando aos 26 anos.
Até 1912, milhares de crianças de Primeiras Nações frequentaram o sistema canadense de escolas residenciais indígenas, muitas geridas pela Igreja. Em 1990, o líder Phil Fontaine revelou ter sido abusado sexualmente e fisicamente em uma dessas escolas, afirmando: “Na minha turma de terceira série, se havia 20 meninos, todos teriam passado pelo que passei. Todos teriam experienciado algum aspecto de abuso sexual.” O escritor e artista Michael D. O'Brien também relatou abuso em escolas residenciais, dizendo que “a exploração sexual de crianças foi epidêmica em escolas residenciais e orfanatos católicos.”

##### México
Dos casos latino-americanos, o mais famoso é o do padre Marcial Maciel, fundador da Legião de Cristo nos anos 1970, que abusou de pelo menos 60 menores e teve seis filhos com três mulheres. As acusações surgiram em 1998, após prolongada negação, e ele foi forçado a se aposentar em 2006 pelo Papa Bento XVI.
Luis Esteban Zavala Rodríguez, padre em Irapuato, foi condenado em janeiro 2021 a 65 anos e três meses de prisão e multa de MXN $61 000 por estuprar uma menina de 12 anos em aulas de catequese.

##### Estados Unidos
Os Estados Unidos têm sido o foco de muitos escândalos e reformas subsequentes. O BishopAccountability.org, um "arquivo online criado por leigos católicos", reportou mais de 3.000 ações civis contra a Igreja, algumas dessas ações resultaram em acordos multimilionários, totalizando mais de US$ 3 bilhões desde 1950.
Embora a Igreja nos Estados Unidos afirme ter enfrentado o problema, nem todos concordam. Mark Honigsbaum, do The Guardian, escreveu em 2006 que, "apesar das próprias estimativas da National Review Board de que houve aproximadamente 5.000 padres abusivos nos EUA, até o momento 150 foram processados com sucesso."  Críticos como Patrick Wall atribuem isso à falta de cooperação da instituição. Na Califórnia, por exemplo, a arquidiocese buscou impedir a divulgação de registros confidenciais de aconselhamento envolvendo dois padres, argumentando que isso violaria seu direito de liberdade religiosa garantido pela Primeira Emenda. Paul Lakeland afirma que líderes da Igreja que permitiram abusos foram frequentemente negligentes quanto à sua própria responsabilização e à dos perpetradores.
Em 2004, a Diocese Católica Romana de Orange encerrou quase 90 processos por US$ 100 milhões. Em julho de 2007, sua arquidiocese-mãe, a Arquidiocese Católica Romana de Los Angeles, firmou um acordo de 45 processos por US$ 60 milhões. Até julho de 2007, um acordo de US$ 660 milhões foi firmado com mais de 500 supostas vítimas.
Em setembro de 2007, a Diocese Católica Romana de San Diego firmou um acordo de US$ 198,1 milhões com 144 vítimas de abuso sexual na infância.
Em julho de 2008, a Arquidiocese Católica Romana de Denver concordou em pagar US$ 5,5 milhões para encerrar 18 processos de abuso sexual infantil.
Em 1998, a Diocese Católica Romana de Dallas pagou US$ 30,9 milhões a doze vítimas de um único padre (equivalente a 57762434 nos valores atuais). De 2003 a 2009, nove outros grandes acordos, envolvendo mais de 375 processos com 1.551 demandantes/vítimas, resultaram em pagamentos superiores a US$ 1,1 bilhão. Em julho de 2003, a Arquidiocese Católica Romana de Louisville pagou US$ 25,7 milhões para "encerrar alegações de abuso sexual infantil em 240 processos contra 34 padres e outros funcionários da igreja. Em 2003, a Arquidiocese Católica Romana de Boston encerrou um grande caso por US$ 85 milhões com 552 supostos demandantes. Em 2004, a Diocese Católica Romana de Orange encerrou quase 90 casos por US$ 100 milhões. Em abril de 2007, a Arquidiocese Católica Romana de Portland em Oregon concordou com um acordo de US$ 75 milhões para 177 demandantes e a Arquidiocese Católica Romana de Seattle aceitou um acordo de US$ 48 milhões com mais de 160 vítimas. Em julho de 2007, a Arquidiocese Católica Romana de Los Angeles chegou a um acordo de US$ 660 milhões com mais de 500 supostas vítimas; em dezembro de 2006, a arquidiocese havia encerrado 45 processos por US$ 60 milhões.
A Associated Press estimou que os acordos referentes a casos de abuso sexual de 1950 a 2007 totalizaram mais de US$ 2 bilhões. Para enfrentar "uma enxurrada de reivindicações de abuso", cinco dioceses (Tucson, Arizona; Spokane, Washington; Portland, Oregon; Davenport, Iowa; e San Diego) receberam proteção contra falência. Oito dioceses católicas declararam falência devido a casos de abuso sexual de 2004 a 2011.
Embora bispos enviassem padres abusivos para instituições como as dos Servos do Paracleto desde a década de 1950, havia escassa discussão pública até meados da década de 1960. Mesmo então, a maior parte do debate ficou restrita à hierarquia católica, com pouca cobertura da mídia. Uma discussão pública sobre abuso sexual de menores por padres ocorreu em um encontro promovido pela National Association for Pastoral Renewal no campus da Universidade de Notre Dame em 1967, ao qual todos os bispos católicos dos EUA foram convidados.
Várias discussões locais e regionais sobre o problema ocorreram em anos posteriores. No entanto, somente na década de 1980 o tema do abuso sexual por clérigos católicos passou a ser tratado como fenômeno na mídia dos EUA. Segundo o Catholic News Service, a conscientização pública sobre abuso sexual de crianças nos Estados Unidos e no Canadá emergiu no final da década de 1970 e nos anos 1980 como reflexo de uma maior percepção sobre maus-tratos físicos de menores na sociedade.[carece de fontes?]
Em setembro de 1983, o National Catholic Reporter publicou um artigo sobre o tema. O assunto ganhou notoriedade nacional em outubro de 1985, quando o padre da Louisiana Gilbert Gauthe se declarou culpado de 11 acusações de molestamento de meninos. Após reduzir o destaque dado a Gauthe, o tema voltou à marginalidade até meados da década de 1990, quando novos livros sobre o assunto o trouxeram novamente ao noticiário nacional.
Em 2002, a cobertura do The Boston Globe, vencedora do Pulitzer, sobre casos de abuso sexual envolvendo padres católicos chamou a atenção primeiro nos Estados Unidos e depois no mundo. Outras vítimas começaram a se manifestar com suas próprias acusações, resultando em mais processos e inquéritos criminais. Desde então, o abuso clerical de menores recebeu muito mais atenção da hierarquia da Igreja, das autoridades policiais, do governo e da mídia. Um estudo mostra que a cobertura do Boston Globe teve "um efeito negativo e duradouro" na matrícula de escolas católicas, explicando "cerca de dois terços da queda no ensino católico".
Em 2003, o arcebispo Timothy M. Dolan da Arquidiocese Católica Romana de Milwaukee autorizou pagamentos de até US$ 20.000 a padres acusados de abuso sexual para convencê-los a deixar o sacerdócio.
Em julho de 2003, a Arquidiocese Católica Romana de Louisville pagou US$ 25,7 milhões para "encerrar alegações de abuso sexual infantil em 240 processos contra 34 padres e outros funcionários da igreja". Em 2003, a Arquidiocese Católica Romana de Boston também encerrou um grande caso por US$ 85 milhões com 552 supostos demandantes. Em 2004, a Diocese Católica Romana de Orange encerrou quase 90 casos por US$ 100 milhões.
A Diocese Católica Romana de Dallas pagou US$ 30,9 milhões em 1998 a doze vítimas de um único padre (equivalente a 57.8 million nos valores atuais).
Em abril de 2007, a Arquidiocese Católica Romana de Portland em Oregon concordou com um acordo de US$ 75 milhões para 177 demandantes e a Arquidiocese Católica Romana de Seattle aceitou um acordo de US$ 48 milhões com mais de 160 vítimas. Em julho de 2007, a Arquidiocese Católica Romana de Los Angeles chegou a um acordo de US$ 660 milhões com mais de 500 supostas vítimas; em dezembro de 2006, a arquidiocese havia encerrado 45 processos por US$ 60 milhões.
Em 2011, o padre Curtis Wehmeyer continuou exercendo funções sacerdotais em Minnesota, mesmo após múltiplas denúncias de comportamento sexual compulsivo e suspeito com meninos. Ele foi empregado sem a devida verificação de antecedentes e, posteriormente, condenado por abusar sexualmente de dois menores. Após sua prisão, houve críticas de que o clero responsável estava mais preocupado em controlar a narrativa do que em ajudar as vítimas.
Em julho de 2018, o cardeal Theodore McCarrick, da Arquidiocese de Washington, D.C., renunciou ao Colégio dos Cardeais (o primeiro cardeal a fazê-lo desde 1927) após alegações de abuso e tentativa de estupro homossexual em uma villa à beira-mar. Em agosto, foi revelado um "encobrimento sistemático" de abuso sexual por mais de 300 padres em paróquias da Pensilvânia. Revisores indicaram que muitas outras vítimas e perpetradores possivelmente permaneceram desconhecidos. Em março de 2018, o arcebispo Anthony Apuron, de Guam, foi destituído pelo Vaticano após denúncias de molestar coroinhas no fim da década de 1970. Além disso, o padre Louis Brouillard foi acusado de estuprar coroinhas em "pijamadas" quando estes eram adolescentes. Mais de quinze padres, dois arcebispos e um bispo foram identificados em casos de abuso sexual desde a década de 1950 até os anos 1990.
Para enfrentar "uma enxurrada de reivindicações de abuso", cinco dioceses (Tucson, Arizona; Spokane, Washington; Portland, Oregon; Davenport, Iowa; e San Diego) obtiveram proteção contra falência. Oito dioceses católicas declararam falência devido a casos de abuso sexual de 2004 a 2011.
Em 19 de janeiro de 2023, um homem chamado Scott Verti entrou com um processo alegando cerca de 100 casos de abuso na Igreja St. Elizabeth Ann Seton em Fort Collins, Colorado, de 1998 a 2003. Devido a uma lei estadual de 2021 no Colorado, foi aberto um prazo de três anos para permitir denúncias retroativas até 1960. O réu, o padre Timothy Evans, foi acusado de abuso sexual quando Verti tinha entre 13 e 18 anos.

###### Relatório John Jay
Nos Estados Unidos, o Relatório John Jay de 2004, encomendado pelo John Jay College of Criminal Justice e financiado pela Conferência dos Bispos Católicos dos Estados Unidos (USCCB), baseou-se em levantamentos voluntários preenchidos pelas dioceses católicas no país. O estudo analisou 10.667 denúncias contra 4.392 padres acusados de abuso sexual de menor entre 1950 e 2002.

###### Omissão de nomes do clero acusado
Em 29 de dezembro de 2019, foi revelado que numerosos bispos nos Estados Unidos omitiram centenas de nomes de suas listas de clérigos acusados.

###### Permissão para clérigos acusados deixarem o país
Em 6 de março de 2020, uma investigação conjunta da ProPublica e do Houston Chronicle revelou que a Igreja Católica transferiu mais de 50 clérigos acusados de abuso sexual nos EUA para outros países após surgirem acusações contra eles.

##### Relatório do Vaticano sobre Theodore McCarrick
O "Relatório sobre o conhecimento institucional e a tomada de decisões da Santa Sé relativo ao ex-cardeal Theodore Edgar McCarrick (de 1930 a 2017)", elaborado pela Secretaria de Estado do Vaticano e publicado em novembro de 2020, afirmou que o Papa João Paulo II foi informado das denúncias contra McCarrick, mas não as acreditou, e que Bento XVI, ao receber reclamações adicionais, também fez pouco para detê-lo. O relatório isentou o Papa Francisco, mas culpou João Paulo II e Bento XVI pela promoção de McCarrick, pois ambos estavam cientes das alegações de abuso contra ele.

#### América do Sul

##### Argentina
Em 2009, o padre Julio César Grassi foi condenado a 15 anos de prisão por dois casos de abuso sexual contra menores durante seu trabalho em uma fundação de assistência infantil.
Em 17 de agosto de 2019, o bispo Sergio Buenanueva, da Diocese de San Francisco (Córdoba), reconheceu o histórico de abuso sexual na Igreja Católica na Argentina. Buenanueva, identificado como "prelado" da Igreja Católica argentina, afirmou que a crise de abuso sexual na Igreja de país natal do papa Francisco estava "apenas começando".
Em 9 de março de 2021, um tribunal de três juízes absolveu o ex-padre Carlos Eduardo José, 62 anos, das acusações de abuso sexual de 1999 a 2008 em Caseros, Buenos Aires, por prescrição. As denúncias remontavam a 2009, mas a Igreja só agiu em 2019. Outras três queixas contra o mesmo padre foram arquivadas anteriormente por prescrição em instâncias inferiores.

##### Bolívia
Um padre na Bolívia foi preso após ser acusado de agredir sexualmente estudantes em um seminário em 2013. A prisão ocorreu após escândalo em que o ex-padre Alfonso Pedrajas confessou, em diário pessoal antes de morrer em 2009, ter abusado de 85 crianças na Bolívia durante as décadas de 1970 e 1980.
Em 2023, o papa enviou o monsenhor Jordi Bertomeu à Bolívia para investigar o caso. Bertomeu já havia apurado acusações contra padres no Chile em 2018.

##### Chile
No início de 2018, o papa Francisco se reuniu com o bispo Juan Barros do Chile em relação às acusações de abuso sexual contra o padre Fernando Karadima e às suspeitas de encobrimento por parte de Barros. Vítimas e leigos vieram a público para condenar Barros pelo encobrimento. Quando questionado, o papa chamou as acusações de "calúnia": "No dia em que me apresentarem provas contra o bispo Barros, falarei. Não há nenhuma evidência contra ele. É calúnia. Está claro?" O cardeal Sean Patrick O'Malley, de Boston, reconheceu que as declarações do papa foram "fonte de grande dor" para as vítimas. Francisco então nomeou o arcebispo Charles Scicluna, de Malta, para investigar as denúncias. Após receber o relatório de Scicluna, em 12 de abril Francisco admitiu "erros graves na avaliação e percepção da situação" devido à falta de informações equilibradas. Ele também responsabilizou a hierarquia chilena por "defeitos graves" no tratamento dos casos, o que levou à perda de credibilidade. Em seguida, 33 bispos chilenos ofereceram suas renúncias. Francisco depois pediu perdão às vítimas em audiência no Vaticano em abril de 2018.
Em 11 de junho de 2018, Francisco aceitou a renúncia do bispo Juan Barros Madrid, de Osorno, e em 28 de junho as dos bispos Horacio Valenzuela, de Talca, e Alejandro Goić Karmelić, de Rancagua. Em setembro, foram aceitas as renúncias de Carlos Eduardo Pellegrín Barrera, de Chillán, e Cristián Contreras Molina, de San Felipe. Fernando Karadima foi laicado em 28 de setembro de 2018.
Em 13 de outubro de 2018, Francisco laicizou os ex-arcebispos Francisco José Cox Huneeus, de La Serena, e Marco Antonio Órdenes Fernández, de Iquique.
Em março de 2019, o cardeal Ricardo Ezzati Andrello renunciou ao atingir 75 anos, em meio a investigações de encobrimento de abuso.
Em 21 de agosto de 2019, o núncio papal no Chile anunciou que o Vaticano havia aberto investigação sobre o bispo Bernardino Piñera — tio paterno do presidente Sebastián Piñera — por suposto abuso sexual de pelo menos uma criança cerca de 50 anos antes.

##### Colômbia
Em 2021, uma investigação conjunta da Vorágine e da CONNECTAS revelou uma lista de 43 padres da Arquidiocese de Medellín acusados de abuso sexual infantil, dos quais apenas três haviam sido condenados. Em 2022, a agência AFP reportou um dos casos mais graves, envolvendo uma rede de pedofilia com pelo menos 38 padres abusivos em Villavicencio — 19 deles suspensos pelo Vaticano durante investigação canônica em 2020. Em decisão histórica (Ação T-091 de 2020), a Corte Constitucional da Colômbia ordenou que a Igreja revelasse seu "arquivo secreto" de denúncias a jornalistas ou cidadãos que o solicitassem. Desde então, os hierarcas católicos não cumpriram integralmente essa determinação.

### Ásia

#### Timor-Leste
Richard Daschbach foi condenado pelo Tribunal Distrital de Oecusse em 2021, acusado de ter abusado sexualmente de meninas timorenses ao longo de décadas.
As primeiras acusações de abuso sexual de menores contra bispo Ximenes Belo surgiram na revista holandesa De Groene Amsterdammer em 28 de setembro de 2022.

#### Índia
Em 2002, Mathew N. Schmalz observou que casos de abuso sexual na Igreja Católica na Índia geralmente não são discutidos abertamente, afirmando: "há fofocas e rumores, mas nunca chega ao nível de acusações formais ou controvérsias".
Em 2014, Raju Kokkan, vigário da Igreja de São Paulo em Thaikkattussery, Thrissur, Kerala, foi preso sob acusação de estuprar uma menina de nove anos. De acordo com a Polícia de Kerala, Kokkan havia estuprado a criança em várias ocasiões, inclusive pelo menos três vezes em seu escritório durante o mês de abril. Kokkan prometeu presentear a menina com paramentos caros para sua cerimônia de comunhão antes de agredi-la sexualmente. O abuso veio à tona depois que a vítima informou aos pais que havia sido estuprada por Kokkan em 25 de abril de 2014. Em seguida, o padre fugiu para Nagercoil, no estado vizinho de Tamil Nadu, e foi preso pela polícia em 5 de maio. Após a prisão, a Arquidiocese de Thrissur declarou que o vigário havia sido afastado de suas funções na Igreja. Entre fevereiro e abril de 2014, outros três padres católicos foram presos no estado de Kerala por acusações de estupro de menores.
Em 2016, a Igreja Católica reintegrou na Diocese de Ootacamund, em Tamil Nadu, um padre já condenado e preso, sem dar a devida atenção aos direitos das vítimas e à segurança das crianças.
Em 2017, o padre Robin Vadakkumchery, da Igreja de São Sebastião em Kannur, foi preso em Kochi sob acusação de estuprar repetidamente uma menina de 15 anos que posteriormente deu à luz uma criança. A criança teria sido levada para um orfanato sem o consentimento da mãe. Ele foi condenado a 20 anos de prisão por um tribunal especial constituído ao abrigo da Lei de Proteção de Crianças contra Ofensas Sexuais de 2012 em Thalassery.
Em 2018, após forte clamor público, o bispo Franco Mulakkal foi preso em 21 de setembro pela Polícia de Kerala. O Vaticano o havia "temporariamente" afastado de suas responsabilidades pastorais. A freira que o denunciou relatou à polícia que ele a havia estuprado repetidamente entre 2014 e 2016. Mulakkal foi considerado inocente por um tribunal de primeira instância em Kerala em 2022, embora um recurso contra a absolvição tenha sido interposto pelos advogados da freira em 2023. Após a apresentação do recurso, Mulakkal se aposentou como bispo em junho de 2023.

#### Singapura
Em 2013, a psicoterapeuta e autora nascida em Singapura, Jane Leigh, mãe solteira de dois filhos que atualmente vive em Melbourne, alegou em sua autobiografia My Nine Lives Last ter sido abusada sexualmente por padres católicos quando era adolescente. A partir dos 12 anos, ela teria sido abusada por dois anos e meio durante encontros individuais por um padre de 34 anos, que conheceu inicialmente em uma missa de bairro em sua casa; supostamente, ele a molestava ao deixá-la ou buscá-la quando seus pais estavam no trabalho. Após relatar o caso à mãe, foi repreendida por "provocar" o padre e encaminhada a outro sacerdote para aconselhamento. Consequentemente, a Igreja declarou que conduziria investigações.
Em 2022, um membro proeminente de uma ordem católica, na casa dos 60 anos, foi condenado a cinco anos de prisão por abusar sexualmente de dois adolescentes em várias ocasiões entre 2005 e 2007. A identidade do autor e de suas vítimas não foi revelada devido a uma ordem de sigilo judicial. Além disso, o superior religioso do autor recebeu um comunicado escrito da polícia por não ter reportado os crimes após tomar conhecimento deles.

### Europa

#### Áustria
Em novembro de 2010, um grupo independente na Áustria, que opera uma linha direta para ajudar pessoas a deixarem a Igreja Católica, divulgou um relatório documentando abusos físicos, sexuais e abuso emocional perpetrados por padres, freiras e membros do clero austríaco. O relatório baseou-se em chamadas de 91 mulheres (28%) e 234 homens (72%), que apontaram 422 agressores de ambos os sexos, 63% dos quais eram padres ordenados.

#### Bélgica
Em junho de 2010, a polícia belga realizou uma batida na sede da Igreja Católica em Bruxelas, apreendendo um computador e registros de uma comissão eclesiástica que investigava alegações de abuso infantil. Isso fazia parte de uma investigação sobre centenas de denúncias de supostos abusos sexuais de crianças cometidos por membros do clero belga. As denúncias surgiram após Roger Vangheluwe, que havia sido bispo de Bruges, renunciar em 2009 depois de admitir ter molestado sexualmente. O Vaticano protestou contra as batidas. Em setembro de 2010, um tribunal de apelação considerou as batidas ilegais.

#### Croácia
Existem três casos contemporâneos principais de abuso sexual nas igrejas católicas da Croácia: na Arquidiocese de Zagreb, na Arquidiocese de Rijeka e na Arquidiocese de Zadar. Os condenados são Ivan Čuček (2000), Drago Ljubičić (2011), e Nediljko Ivanov (2012).

#### França
O Cardeal Philippe Barbarin, arcebispo de Lyon, foi condenado em 7 de março de 2019 por não denunciar abusos sexuais supostamente cometidos pelo padre Bernard Preynat e recebeu uma sentença de prisão de seis meses, com pena suspensa. Em 5 de julho de 2019, o Papa Francisco laicizou o padre que Barbarin fora acusado de proteger. Apesar de a condenação de Barbarin ter sido anulada em recurso, o escândalo resultou na aceitação pelo Papa Francisco de sua renúncia ao cargo de arcebispo de Lyon em 6 de março de 2020.
Em 14 de janeiro de 2020, Preynat, que já havia sido condenado por outra acusação de abuso sexual em 2016, confessou durante seu julgamento criminal que tinha o hábito de "acariciar" escoteiros sob sua supervisão quando atuava como capelão escoteiro no subúrbio de Sainte-Foy-lès-Lyon em Lyon e que o fazia de maneira a obter "prazer sexual". Em 15 de janeiro, Preynat, acusado de molestar 80 escoteiros entre 1971 e 1991, afirmou que o Vaticano o deixou concluir sua formação no seminário para se tornar padre após ele ter passado por terapia no Hospital Psiquiátrico de Vinatier entre 1967 e 1968, e que ele havia alertado o Vaticano sobre seus impulsos sexuais. Após a condenação de Preynat em 2016 por abusos cometidos entre 1986 e 1991, que também resultou em apenas 18 meses de prisão com pena suspensa, Barbarin, segundo relatos, o nomeou para um cargo de maior responsabilidade na arquidiocese de Lyon.
Em 9 de novembro de 2019, a Conferência Episcopal Francesa aprovou uma resolução concordando que todo bispo católico francês deveria pagar indenizações pelas vítimas de abusos ocorridos na Igreja Católica na França. Em 16 de março de 2020, Preynat recebeu uma sentença de cinco anos de prisão após ser condenado por agressão sexual contra escoteiros. Em 11 de novembro de 2020, Jean-Marc Sauvé, chefe da comissão independente criada pela Igreja Católica na França para investigar denúncias de abuso sexual, reconheceu que a linha direta de abuso sexual de sua comissão, encerrada em 31 de outubro de 2020, recebeu 6.500 chamadas relatando abuso sexual em um período de 17 meses. Em 16 de dezembro de 2020, o ex-Núncio apostólico na França, Luigi Ventura, recebeu uma sentença de oito meses de prisão com sursis por assédio sexual, incluindo pena de liberdade condicional e pagamento de € 13.000 às vítimas, além de € 9.000 em custas judiciais.
Em 3 de outubro de 2021, uma comissão independente criada pela Conferência Episcopal Francesa divulgou um relatório estimando que, entre 1950 e 2020, o clero católico da França, formado por cerca de 115.000 padres e outros religiosos, incluiu aproximadamente 3.000 abusadores. O relatório estima que 216.000 crianças foram abusadas por padres católicos entre 1950 e 2020 e que, ao incluir abusos cometidos por outros funcionários da Igreja Católica, o total chega a cerca de 330.000. Cerca de 80% das vítimas eram meninos.

#### Alemanha
Em setembro de 2018, um relatório da Igreja Católica na Alemanha constatou que 3.677 crianças, na sua maioria com 13 anos ou menos, foram sexualmente abusadas por clérigos católicos entre 1946 e 2014. Em agosto de 2020, 1.412 pessoas na Alemanha acusaram membros de ordens religiosas católicas de abuso sexual quando eram crianças, adolescentes e pupilos. Ao todo, pelo menos 654 monges, freiras e outros membros de ordens religiosas foram acusados de abuso. Cerca de 80% das vítimas eram homens e 20% mulheres. Essas ordens estiveram entre as últimas organizações da Igreja Católica na Alemanha a tratar de casos de abuso sexual. Apesar de as mulheres constituírem a maior parte das ordens religiosas na Alemanha, os membros masculinos dessas ordens representaram a maior proporção das acusações de abuso sexual.
Em maio de 2021, o Cardeal Reinhard Marx ofereceu sua renúncia, citando falha coletiva no enfrentamento do abuso sexual como motivo principal. Posteriormente, o Papa Francisco recusou sua oferta, enfatizando a importância do arrependimento de Marx em seu mandato subsequente.

#### Irlanda
Na República da Irlanda, a partir da década de 1990, ocorreram uma série de processos criminais e inquéritos governamentais relacionados a alegações de que padres haviam abusado de centenas de menores ao longo de décadas anteriores. Investigações ordenadas pelo Estado documentaram "dezenas de milhares de crianças da década de 1940 até a década de 1990" que sofreram abusos, incluindo abuso sexual pelas mãos de padres, freiras e funcionários da Igreja em três dioceses.
Em muitos casos, altos membros do clero transferiram padres acusados de abuso para outras paróquias. Em 2010, vários relatórios judiciais detalhados já haviam sido publicados, mas com relativamente poucas condenações. O abuso foi ocasionalmente levado ao conhecimento de funcionários do Departamento de Educação, da polícia e de outros órgãos governamentais, que afirmaram que processar membros do clero era extremamente difícil devido ao "ethos católico" da República da Irlanda. Além disso, em 2004, a Irmãos Cristãos entrou com uma ação civil que impedia a acusação de qualquer de seus membros ou a menção de qualquer Irmão Cristão no relatório investigativo do governo. Os Irmãos Cristãos receberam um número maior de acusações contra sua ordem do que outras. Nenhuma vítima foi identificada no relatório.
Em 1994, Micheal Ledwith renunciou ao cargo de presidente do Colégio St Patrick, Maynooth quando surgiram publicamente alegações de abuso sexual contra ele. O McCullough Report de junho de 2005 concluiu que vários bispos haviam rejeitado preocupações sobre o comportamento inadequado de Ledwith em relação a seminaristas "de forma tão completa e abrupta, sem qualquer investigação adequada", embora o relatório tenha reconhecido que "investigar de maneira substancial uma reclamação genérica sobre as propensões aparentes de uma pessoa seria difícil".
O padre Brendan Smyth foi acusado de ter abusado sexualmente e assediado indecentemente 20 crianças em paróquias em Belfast, Dublin e nos Estados Unidos, entre 1945 e 1989. A controvérsia sobre o manejo de sua extradição para a Irlanda do Norte levou ao colapso, em 1994, do governo de coalizão Fianna Fáil/Labour da Irlanda.
Em dezembro de 2010, o "padre cantor" Tony Walsh foi condenado a 123 anos de prisão por 14 acusações de abuso infantil envolvendo crimes sexuais ocorridos entre meados da década de 1970 e meados da de 1980. No entanto, as penas seriam cumpridas simultaneamente, resultando em um máximo de 16 anos. Quando se declarou culpado em dezembro de 2018 de agredir indecentemente um adolescente com um crucifixo em 1983, Walsh já havia cumprido 13 anos de prisão.
Seis relatórios da National Board for Safeguarding Children in the Catholic Church publicados até 2011 indicaram que seis padres irlandeses foram condenados entre 1975 e 2011.
Em agosto de 2018, foi publicada uma lista que revelou que mais de 1.300 membros do clero católico na Irlanda haviam sido acusados de abuso sexual, dos quais 82 foram condenados. Em maio de 2020, foi revelado que, antes da fusão em 2004 com a Associação Escoteira da Irlanda (SAI), que formou a Scouting Ireland, os Escoteiros Católicos da Irlanda (CBSI) encobriram abusos sexuais cometidos por membros da organização. Em um período de décadas, tanto a CBSI quanto a SAI protegeram 275 agressores conhecidos ou suspeitos que abusaram de crianças após terem conhecimento dos atos de abuso relatados. O Scouting Ireland apoiou as conclusões do relatório e emitiu um pedido de desculpas.

#### Itália
Em outubro de 2018, o grupo italiano de defesa dos direitos das vítimas Rete l'Abuso divulgou um comunicado afirmando que, desde 2000, o sistema judiciário italiano havia tratado cerca de 300 casos envolvendo padres e freiras abusivos, com 150 a 170 condenações.

#### Noruega
Após revelações do jornal norueguês Adresseavisen, a Igreja Católica na Noruega e o Vaticano reconheceram em 2010 que Georg Müller havia renunciado em julho de 2009 ao cargo de bispo de Trondheim, que ocupava desde 1997, devido à descoberta de seu abuso de um acólito duas décadas antes. O Vaticano invocou o cânon 401 §2 do Código de Direito Canônico, mas, como de costume, não forneceu detalhes. A Igreja Católica norueguesa foi informada na época, mas não alertou as autoridades. A legislação norueguesa não permitia processo criminal contra Müller tanto tempo depois dos fatos.

#### Polônia
Em 2013, a opinião pública neste país profundamente católico se mobilizou com denúncias de escândalos de abuso sexual infantil dentro da Igreja, alguns dos quais chegaram aos tribunais, e com a resposta insatisfatória da hierarquia. A Igreja resistiu a pedidos de indenização às vítimas.
Em outubro de 2013, a Igreja Católica na Polônia recusou-se explicitamente a publicar dados sobre abuso sexual, mas afirmou que "se os dados fossem publicados, a escala seria vista como muito baixa".
O bispo Antoni Dydycz declarou que não se deveria pressionar padres a denunciar abuso sexual às autoridades civis, invocando o "sigilo sacramental", que os impede de revelar o que é dito no confessional.
Em 27 de setembro de 2018, o bispo Romuald Kamiński da Diocese de Varsóvia–Praga pediu desculpas às vítimas de abuso sexual por padres em sua diocese e afirmou que os líderes da Igreja na Polônia haviam concluído um documento para lidar com o abuso de menores e sugerir maneiras de preveni-lo. Segundo o arcebispo Wojciech Polak, chefe da Igreja Católica na Polônia, o documento também incluiria dados sobre a extensão dos abusos de padres no país. Contudo, em início de 2019, ainda não havia sido divulgado. Em 8 de outubro de 2018, um grupo de vítimas mapeou 255 casos de supostos abusos sexuais na Polônia.
Em 14 de abril de 2019, dados encomendados pela Conferência Episcopal da Polônia a partir de mais de 10.000 paróquias locais revelaram que, de 1990 a meados de 2018, 382 padres tiveram denúncias de abuso feitas à Igreja, com 625 crianças — em sua maioria menores de 16 anos — abusadas sexualmente por membros do clero. Houve opiniões de que esses números subestimavam a extensão do problema e não respondiam a questões que os oficiais eclesiásticos vinham evitando há anos. Marek Lisinski, cofundador do grupo Don't Be Afraid, que representa vítimas de abuso clerical, afirmou: "Digam-nos como [os padres] machucaram essas crianças e quantas vezes foram transferidos para outras paróquias antes de serem notados". Esses dados foram divulgados semanas após o papa Francisco ter convocado "uma batalha sem quartel contra o abuso de menores". Nos anos anteriores, a Igreja na Polônia havia se desculpado publicamente pelos abusos e admitido a necessidade de denunciar os acusados. Anteriormente, padres informados sobre abuso de menores eram apenas investigados internamente pelos superiores, e só então, se necessário, havia comunicação ao Vaticano.
Em 11 de maio de 2019, Polak pediu desculpas em nome de toda a Igreja Católica na Polônia. No mesmo dia, o documentário Tell No One, que detalha relatos de abuso sexual por clérigos na Polônia, tornou-se viral, alcançando 8,1 milhões de visualizações no YouTube até 13 de maio. O filme inclui o relato de um padre identificado apenas como Padre Jan A., cujo caso está sob revisão na Diocese of Kielce, e que confessou ter molestado muitas meninas. Também alega que o reverendo Dariusz Olejniczak, condenado por abusar de meninas de 7 anos, continuou trabalhando com jovens mesmo após a condenação.
Em 14 de maio de 2019, o partido no poder na Polônia, Lei e Justiça (PiS), aliado de longa data dos bispos católicos, concordou em aumentar as penas por abuso sexual de menores, elevando a pena máxima de 12 para 30 anos de prisão e a idade de consentimento de 15 para 16 anos. O promotor e parlamentar do PiS Stanislaw Piotrowicz, que preside a Comissão de Justiça do Parlamento, também foi criticado por minimizar as ações de um padre condenado por tocar e beijar garotas jovens de forma inapropriada.
Em 25 de junho de 2020, o papa Francisco nomeou Grzegorz Rys, arcebispo de Łódź, administrador apostólico da diocese de Kalisz, aliviando o bispo Edward Janiak de suas responsabilidades enquanto era investigado por proteger padres agressores. Em 17 de outubro, o papa aceitou a renúncia de Janiak.
Em fevereiro de 2019, três manifestantes derrubaram uma estátua do reverendo Henryk Jankowski após revelações de que ele abusou sexualmente de Barbara Borowiecka quando ela era criança. Jankowski, alvo de investigação criminal por abusar de um menino em 2004, foi destituído do sacerdócio em 2005, mas morreu em 2010 sem jamais ter sido condenado. Também foi reconhecido que o capelão pessoal de Lech Walesa, o reverendo Franciszek Cybula, havia sido acusado de abuso sexual enquanto servia na paróquia. Em 13 de agosto de 2020, o papa Francisco removeu o arcebispo de Gdańsk, Slawoj Leszek Głódź, por seu envolvimento em encobrir abusos de Jankowski e Cybula; apesar de Głódź ter completado 75 anos, idade exigida para renúncia de bispos, a aceitação de sua renúncia no próprio aniversário foi considerada uma "limpeza" incomum.
Em 6 de novembro de 2020, o núncio apostólico no país anunciou que, após investigação da Santa Sé sobre denúncias de abuso, cardeal Henryk Gulbinowicz foi "impedido de qualquer celebração ou reunião pública, de usar seus símbolos episcopais, e privado do direito a funeral e sepultamento na catedral". Gulbinowicz também foi condenado a pagar "quantia apropriada" às vítimas. Gulbinowicz foi arcebispo em Wrocław e apoiou o sindicato Solidarity, fundamental na queda do comunismo na Polônia. Em 16 November 2020, dez dias após as sanções, Gulbinowicz faleceu; em razão das medidas disciplinares, não pôde ser sepultado na Catedral de São João Batista de Wrocław.

#### Portugal
Em 1993, um padre da Diocese do Funchal, Frederico Cunha, foi condenado pelo assassinato de Luís Correia, de 15 anos. Seu corpo foi encontrado ao pé do penhasco do Caniçal, em Ponta de São Lourenço, na ponta leste da ilha da Madeira, com sinais de agressão. Durante o julgamento, quatro testemunhas já adultas relataram ter sido abusadas sexualmente pelo padre.
O bispo Teodoro de Faria protestou contra a detenção de Cunha, descrevendo-o como "inocente como Jesus Cristo", que também teria sido injustamente atacado pelos judeus. O próprio padre comparou-se a Jesus Cristo, dizendo que, como Filho de Deus, era "vítima de injustiça e absurdo". Figuras proeminentes da Igreja atuaram como testemunhas favoráveis. O então presidente do Governo Regional da Madeira, Alberto João Jardim, acusou certos meios de comunicação do continente de usar o caso para "denegrir a imagem da Madeira". Em abril de 1998, Cunha fugiu para o Rio de Janeiro, onde ainda vive. A sentença expirou em 8 de abril 2018.
Um relatório publicado em fevereiro de 2023 pela Comissão Independente para o Estudo dos Abusos Sexuais de Crianças na Igreja Católica Portuguesa revelou que pelo menos 4.815 crianças foram sexualmente abusadas por membros do clero em Portugal desde 1950.

#### Reino Unido
Em 2013, o cardeal Keith O'Brien, arcebispo de Saint Andrews e Edimburgo, renunciou após a publicação de alegações de que teria se envolvido em conduta sexual predatória e inapropriada com padres e seminaristas sob sua jurisdição e abusado de seu poder.
Em 2020, o Inquérito Independente sobre Abuso Sexual Infantil divulgou um relatório que afirmava que a Igreja Católica da Inglaterra e do País de Gales "varreu para debaixo do tapete" as alegações de abuso sexual infantil por diversos membros do clero católico nessas regiões. Segundo o relatório, "não houve reconhecimento de qualquer responsabilidade pessoal" por parte de Vincent Nichols, desde 2014 cardeal e principal líder católico na Inglaterra e no País de Gales. O relatório afirmou que Nichols se preocupava mais com o impacto do abuso na reputação da Igreja do que com as vítimas, e lhe faltava compaixão em relação a elas.

##### Irlanda do Norte
Na Irlanda do Norte, o Inquérito Histórico de Abusos Institucionais na Irlanda do Norte teve início em janeiro de 2014. Foi a maior investigação da história jurídica do Reino Unido sobre abuso sexual e físico em determinadas instituições (incluindo não católicas) responsáveis por crianças de 1922 a 1995. Os Irmãos de La Salle e as Irmãs de Nazaré admitiram, no início da investigação, abuso físico e sexual de crianças em instituições na Irlanda do Norte sob seu controle, e emitiram um pedido de desculpas às vítimas. Um relatório de 2017 também afirmou que a polícia local, que havia investigado mal denúncias de abuso sexual no Kincora Boys' Home, desempenhou um papel em auxiliar as autoridades católicas locais a encobrir denúncias de atividade de abuso sexual em quatro lares católicos para meninos na área de Belfast e que esses quatro lares apresentaram o maior número de casos relatados de abuso sexual entre os 22 lares investigados.

### Oceania

#### Austrália
A Igreja Católica na Austrália foi criticada por lidar de forma inadequada com casos de abuso sexual infantil de caráter grave e de larga extensão. Até 2011, padres católicos foram denunciados em mais de 100 casos de abuso sexual infantil na Austrália. Até 2017, a Igreja Católica havia pago secretamente o equivalente a US$ 276,1 milhões em indenizações a milhares de vítimas de abuso sexual infantil por padres e irmãos religiosos. Inquéritos constataram que, historicamente, autoridades da Igreja Católica australiana muitas vezes, quando o cardeal George Pell soube sobre abusos sexuais na igreja católica já em 1973, ignoraram ou puniram a vítima, não investigaram as alegações, destruíram ou não mantiveram documentos, falharam ao impedir novos abusos por clérigos que haviam atraído atenção transferindo-os para novas paróquias ou dioceses sem conhecimento de seu histórico e sem removê-los do estado clerical. João Paulo II e Bento XVI pediram desculpas pelos abusos na Austrália.
A Comissão Real sobre Respostas Institucionais ao Abuso Sexual Infantil (2015–17) concluiu que 7% de todos os padres católicos na Austrália foram "supostos perpetradores de abuso sexual infantil", tendo a idade média das vítimas sido de 11,5 anos para meninos e 10,5 anos para meninas. A Comissão Real descobriu que 46% (92 de 201) das igrejas católicas tinham casos de abuso sexual infantil. A Comissão Real registrou 4.756 casos de abuso sexual infantil de 4.444 vítimas contra 1.880 acusados; em 62% dos casos, os acusados eram padres e irmãos religiosos católicos, e o restante eram membros da igreja. A vítima Amber Louise criticou o protocolo 'Towards Healing' da Igreja, iniciado em 1996 para "estabelecer um sistema compassivo e justo para lidar com denúncias de abuso", dizendo à Comissão Real que o programa atrasou o registro de sua denúncia.
Em 2019, o padre Vincent Gerald Ryan, que já havia cumprido 14 anos de prisão por abusar sexualmente de 34 meninos de 1973 a 1991, foi condenado a ao menos 14 meses de prisão por abuso sexual contra dois coroinhas.
Em setembro de 2020, o estado australiano de Queensland aprovou legislação que impede instituições religiosas, como a Igreja Católica, e seus membros de usar o sigilo da confissão como defesa para não denunciar informações relevantes sobre abuso sexual de crianças. Sob a nova lei de Queensland, clérigos que se recusarem a denunciar confissões de abuso sexual poderão cumprir até três anos de prisão. Em outubro de 2020, a Comissão Real sobre Respostas Institucionais ao Abuso Sexual Infantil concluiu que a igreja falhou em agir contra Thomas Butler, um Irmão Marista conhecido como Brother Patrick, quando estudantes relataram ter sido abusados por ele durante os três anos em que lecionou no Marist College Ashgrove, em Brisbane, capital de Queensland. Butler havia recebido denúncias de abuso entre 1991 e 1993. O provincial dos Irmãos Maristas na Austrália, irmão Peter Carroll, pediu desculpas em audiência pública da comissão.

## Respostas governamentais e legais

### Irlanda
Em discurso no parlamento irlandês em 11 de maio de 1999, o Taoiseach Bertie Ahern anunciou um programa abrangente para responder ao escândalo de abuso em instituições católicas de cuidado infantil do país. O discurso de Ahern incluiu o primeiro pedido oficial de desculpas àqueles que foram abusados física e sexualmente enquanto estavam sob os cuidados dessas instituições. O Taoiseach pediu perdão às vítimas, dizendo: "Em nome do Estado e de todos os cidadãos do Estado, o Governo deseja apresentar um pedido sincero e tardio de desculpas às vítimas de abuso infantil por nossa falha coletiva em intervir, em detectar sua dor, em vir ao seu resgate."
Em resposta à comoção provocada pelas denúncias na mídia sobre abuso em instituições governamentais irlandesas administradas por ordens religiosas, o governo da Irlanda encomendou um estudo que levou nove anos para ser concluído. Em 20 de maio de 2009, a comissão publicou seu relatório de 2.600 páginas, baseado em depoimentos de milhares de ex-moradores e oficiais de mais de 250 instituições. A comissão concluiu que houve milhares de denúncias de abuso físico de crianças de ambos os sexos ao longo de seis décadas. No mesmo período, cerca de 370 ex-residentes alegaram ter sofrido várias formas de abuso sexual por figuras religiosas e outras. O relatório revelou que inspetores governamentais não cumpriram sua responsabilidade de detectar e interromper o abuso, caracterizando a molestação sexual como "endêmica" em algumas escolas industriais e orfanatos mantidos pela igreja para meninos.
Em decorrência da exibição do documentário da BBC Television Suing the Pope, que destacou o caso de Seán Fortune, um dos agressores eclesiásticos mais notórios, o governo irlandês iniciou uma investigação oficial sobre as alegações de abuso sexual clerical na Diocese Católica Romana de Ferns. A investigação resultou na publicação do Relatório Ferns em 2005.
Em resposta ao Relatório Ferns, o primeiro-ministro irlandês Brian Cowen declarou estar "envergonhado pela extensão, duração e crueldade" do abuso infantil, pediu desculpas às vítimas pela falha em intervir em casos de abuso sexual endêmico e severas agressões em escolas ao longo do século XX, e se comprometeu a reformar os serviços sociais irlandeses para crianças em conformidade com as recomendações da Comissão para Investigar o Abuso de Crianças. A presidente irlandesa Mary McAleese e Cowen tomaram novas iniciativas para iniciar investigações criminais contra membros de ordens religiosas católicas na Irlanda.
Em novembro de 2009, a Comissão para Investigar o Abuso de Crianças publicou suas conclusões, nas quais concluiu que:

"as preocupações da Arquidiocese de Dublin ao lidar com casos de abuso sexual infantil, ao menos até meados da década de 1990, eram a manutenção do sigilo, a prevenção de escândalos, a proteção da reputação da Igreja e a preservação de seus bens. Todas as outras considerações, incluindo o bem-estar das crianças e a justiça para as vítimas, foram subordinadas a essas prioridades. A Arquidiocese não aplicou suas próprias regras do direito canônico e fez o possível para evitar qualquer aplicação da lei do Estado".

Em 2009, o Relatório Murphy resultou de uma investigação pública de três anos conduzida pelo governo irlandês sobre o escândalo de abuso sexual na arquidiocese de Dublin, e foi publicado poucos meses depois do Relatório Ryan da Comissão para Investigar o Abuso de Crianças. O relatório Murphy afirmou que "A Comissão não tem dúvida de que o abuso sexual infantil clerical foi encoberto pela Arquidiocese de Dublin e outras autoridades eclesiásticas". Enfatizou que "As estruturas e regras da Igreja Católica facilitaram esse encobrimento" e que "As autoridades estatais facilitaram esse encobrimento ao não cumprirem suas responsabilidades de garantir que a lei fosse aplicada igualmente a todos e permitindo que instituições da Igreja ficassem além do alcance dos processos normais de aplicação da lei". O relatório criticou quatro arcebispos – John Charles McQuaid, que faleceu em 1973; Dermot Ryan, em 1984; Kevin McNamara, em 1987; e o cardeal aposentado Desmond Connell – por não repassarem denúncias e informações sobre abusadores às autoridades legais.

### Nações Unidas
O Comitê das Nações Unidas sobre os Direitos da Criança, no início de 2014, emitiu um relatório afirmando que o papa e a Igreja Católica não haviam feito o suficiente e protegiam sua reputação em vez de proteger as crianças.

O comitê está profundamente preocupado pelo fato de que a Santa Sé não reconheceu a extensão dos crimes cometidos, não tomou as medidas necessárias para lidar com casos de abuso sexual infantil e para proteger as crianças, e adotou políticas e práticas que levaram à continuação do abuso pelos perpetradores, e à impunidade destes.

A presidente do comitê, Kirsten Sandberg, enumerou algumas das principais conclusões, incluindo que padres abusivos eram enviados a novas paróquias ou outros países sem que a polícia fosse informada, que o Vaticano nunca insistiu para que bispos denunciassem abusos à polícia, e que agressores conhecidos ainda tinham acesso a crianças. Barbara Blaine da SNAP afirmou:

Este relatório traz esperança aos centenas de milhares de vítimas de abuso sexual clerical profundamente feridas e ainda em sofrimento ao redor do mundo. Agora cabe aos órgãos seculares seguir o exemplo da ONU e intervir para proteger os vulneráveis, pois as autoridades católicas são ou incapazes ou relutantes em fazê-lo.

O relatório da ONU gerou discussões sobre áreas específicas de controvérsia, incluindo o véu de segredo entre bispos e declarações do Vaticano negando responsabilidade canônica. O autor britânico e ativista social católico Paul Vallely argumentou que o relatório foi prejudicado pelo fato de a Comissão ter extrapolado o tema do abuso infantil ao investigar questões não relacionadas, como contracepção, mas reconheceu que exerceu pressão significativa sobre o Vaticano para instituir protocolos institucionais adequados para o registro de casos de abuso sexual junto à polícia.

### Estados Unidos
A Associated Press estimou que as indenizações em casos de abuso sexual na Igreja nos Estados Unidos, de 1950 a 2007, totalizaram mais de US$ 2 bilhões. O valor ultrapassou US$ 3 bilhões em 2012, segundo o BishopAccountability.

#### Processos civis
Em julho de 2003, a Arquidiocese Católica Romana de Louisville pagou US$ 25,7 milhões para encerrar acusações de abuso sexual infantil feitas em 240 processos que citavam 34 padres e outros trabalhadores da igreja.
Segundo o The Boston Globe, a Arquidiocese de Boston solucionou secretamente reivindicações de abuso sexual infantil contra pelo menos 70 padres entre 1992 e 2002. Em 2003, a Arquidiocese de Boston também fechou um grande processo por US$ 85 milhões, envolvendo 552 supostas vítimas.
Em abril de 2007, a Arquidiocese Católica Romana de Portland, Oregon concordou com um acordo de US$ 75 milhões com 177 demandantes, e a Arquidiocese Católica Romana de Seattle concordou com um acordo de US$ 48 milhões com mais de 160 vítimas.
Em julho de 2008, a Arquidiocese Católica Romana de Denver concordou em pagar US$ 5,5 milhões para encerrar 18 processos de abuso sexual infantil.
Enfrentando "uma enxurrada de denúncias de abuso", cinco dioceses (Tucson, Arizona; Spokane, Washington; Portland, Oregon; Davenport, Iowa; e San Diego) obtiveram proteção por falência. Oito dioceses católicas declararam falência devido a processos de abuso sexual entre 2004 e 2011.
O custo para a Igreja com indenizações a vítimas aumentou rapidamente. Considerando valores atribuídos por jurados, acordos fora do tribunal e honorários advocatícios, as estimativas passaram de US$ 0,5 bilhão no final da década de 1990 para mais de US$ 2,6 bilhões em 2009. Em 2007, os católicos nos Estados Unidos gastaram US$ 615 milhões com casos de abuso sexual.
O grande número de acordos compensatórios tornou necessário que dioceses reduzissem suas despesas operacionais ordinárias, algumas chegando a fechar igrejas e escolas paroquiais para levantar fundos para esses pagamentos. Várias dioceses optaram por declarar Capítulo 11 de falência como forma de negociar acordos enquanto protegiam ativos suficientes para manter suas operações. Em alguns casos, as dioceses declararam falência pouco antes de processos civis prestes a ir a julgamento, fazendo com que esses processos pendentes e futuros fossem resolvidos em corte de falência. Em 2007, o escândalo de abuso sexual custou a cada uma das 195 dioceses uma média de US$ 300.000 por ano.
Algumas dioceses adotaram a prática preventiva de transferir a maior parte de seus ativos para paróquias e fundações antes de declarar falência, diminuindo assim os recursos disponíveis para indenizações. O envolvimento cúmplice do Vaticano nessa prática variou conforme o caso. Em alguns, o Vaticano precisou aprovar a transferência de grandes quantias para fundações para protegê-las de penhoras; em outros, conduziu e supervisionou tais transações.

#### Renúncias, aposentadorias e secularizações
Alguns padres acusados foram forçados a renunciar. Alguns cujos crimes se enquadravam no prazo prescricional cumprem pena de prisão. Alguns foram secularizados. Outros — por serem idosos, pela natureza de seus crimes ou por terem tido sucesso em contestar as acusações — não podem ser secularizados sob o direito canônico. Alguns vivem em casas de retiro cuidadosamente monitoradas e às vezes trancadas.
Bernard Francis Law, cardeal e arcebispo de Boston, Massachusetts, renunciou após documentos eclesiásticos revelarem que ele havia encoberto abusos sexuais cometidos por padres em sua arquidiocese. Em 13 de dezembro de 2002, o papa João Paulo II aceitou a renúncia de Law como arcebispo e o realocou para um cargo administrativo na Cúria Romana, nomeando-o arcebispo da Basílica de Santa Maria Maior. Posteriormente, ele presidiu uma das missas fúnebres do papa. O sucessor de Law em Boston, o arcebispo (mais tarde cardeal) Seán P. O'Malley, vendeu algumas propriedades da arquidiocese e aplicou cursos financeiros existentes para pagar os US$ 127.356,4 milhões em indenizações. Embora essas propriedades fossem de paróquias anteriormente fechadas, seu fechamento não foi resultado desse caso, pois tinham sido encerradas antes dele.
Dois bispos da Diocese Católica Romana de Palm Beach (Flórida) renunciaram devido a acusações de abuso infantil. O bispo que renunciou, Joseph Keith Symons, foi substituído por Anthony O'Connell, que também renunciou em 2002.

## Crítica

### Comparações com outros ambientes

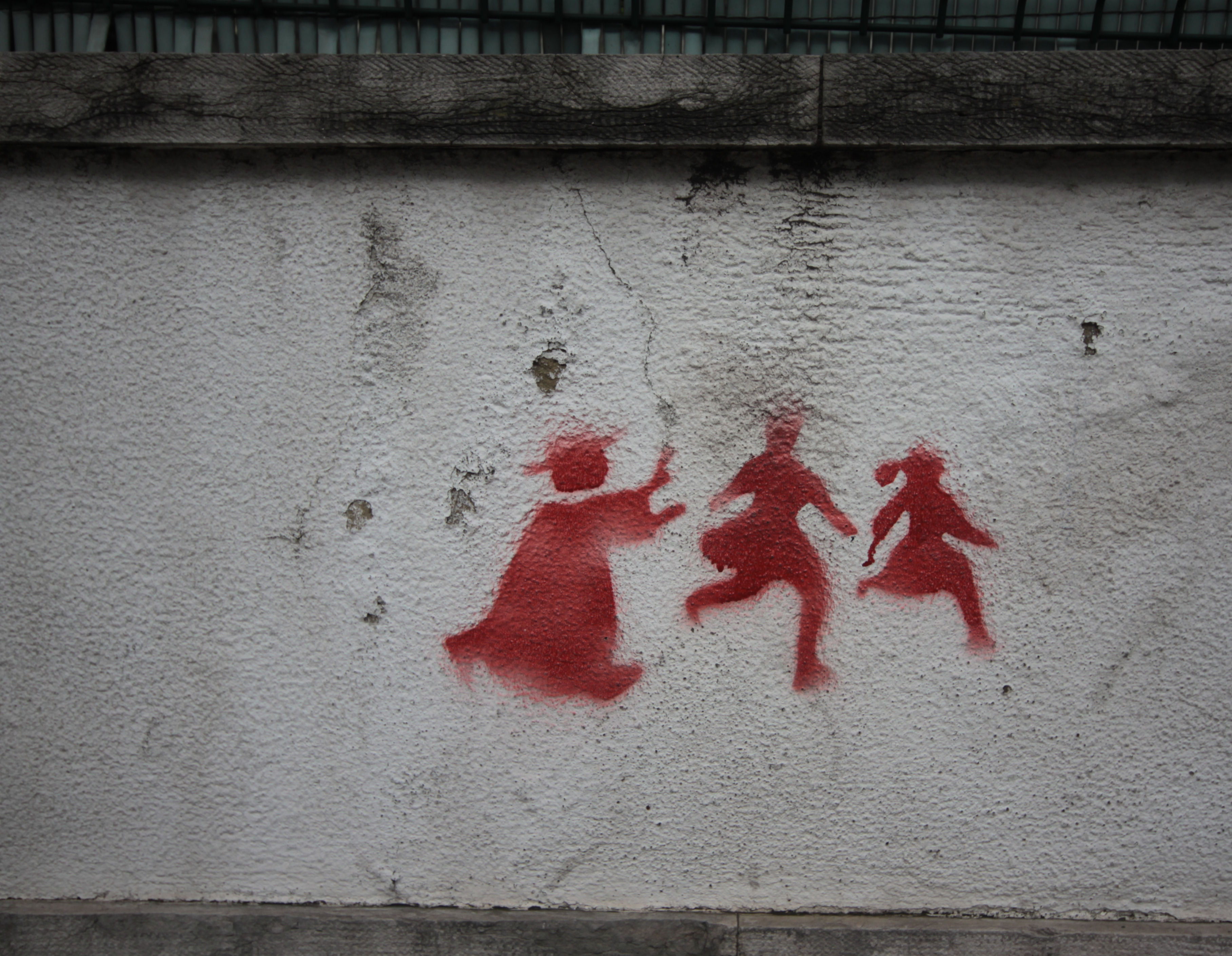
Grafite de 2011 em Portugal retratando um padre perseguindo duas crianças

#### Comparação com igrejas protestantes e Testemunhas de Jeová
Um relatório da Christian Ministry Resources (CMR) publicado em 2002 afirmou que, ao contrário da opinião popular, há mais denúncias de abuso sexual infantil em congregações protestantes do que em católicas, e que a violência sexual é cometida com mais frequência por voluntários do que por padres. Também criticou a forma como a mídia noticiou crimes sexuais na Austrália. A Comissão Real sobre Respostas Institucionais ao Abuso Sexual Infantil revelou que, entre janeiro de 1950 e fevereiro de 2015, 4.445 pessoas denunciaram incidentes de abuso sexual infantil em 4.765 reclamações. A mídia reportou que até 7% dos padres foram acusados de abuso sexual infantil, mas ignorou o mesmo relatório sobre igrejas protestantes e Testemunhas de Jeová; Gerard Henderson afirmou:
São 2.504 incidentes ou denúncias no período entre 1977, quando foi formada a Igreja Unida, e 2017. Isso se compara a 4.445 denúncias referentes à Igreja Católica entre 1950 e 2015. E a Igreja Católica é cinco vezes maior que a Igreja Unida. Além disso, a Comissão Real não incluiu denúncias no período de 1950 a 1977 relativas às comunidades Presbiteriana, Congregacional e Metodista, que se incorporaram à Igreja Unida em 1977. Isso elevaria o número de denúncias além de 2.504, especialmente porque parece que o abuso sexual infantil foi mais grave nas décadas de 1960 e 1970. (...) As denúncias contra as Testemunhas de Jeová, em termos per capita, são dramaticamente mais altas do que para a Igreja Católica ou a Igreja Unida.— Gerard Henderson

#### Comparação com escolas
Charol Shakeshaft, pesquisadora da Universidade Hofstra e autora de um relatório de 2002 sobre delitos sexuais em escolas, afirmou que a violência sexual é muito mais prevalente em escolas do que na Igreja. Ernie Allen, ex-presidente do National Center for Missing & Exploited Children, declarou: "Não vemos a Igreja Católica como um foco desse problema, nem como um lugar que tenha um problema maior do que em qualquer outro. Posso afirmar sem hesitação que vimos casos em muitos cenários religiosos, desde evangelistas itinerantes até ministros tradicionais, passando por rabinos e outros." Um relatório de 2017 sobre abuso sexual nos Estados Unidos, financiado pelo Department of Justice, afirmou que "estima-se que 10% dos estudantes do ensino fundamental e médio vivenciarão conduta sexual indevida por um funcionário da escola até se formarem no ensino médio". Em 2019, a Juris Magazine, jornal da Duquesne Law School, comparou os relatórios e concluiu que o abuso sexual por professores em escolas públicas é proporcionalmente maior do que por padres católicos — enquanto cerca de 4% dos padres e outros clérigos católicos cometem abuso sexual por ano, esse número subiu para 5–7% no caso de professores de escolas públicas. A revista também argumentou que, embora "o abuso sexual por padres católicos tenha sido documentado desde a década de 1950, houve pouquíssimos casos relatados após 2002, à medida que a igreja implementou práticas para lidar com a questão".

### Debate sobre as causas

#### Celibato clerical
A opinião parece dividida sobre se há alguma ligação definitiva entre a instituição do celibato clerical na Igreja Católica e incidentes de abuso sexual infantil por parte de clérigos católicos.
Um artigo de 2005 no conservador semanário irlandês Western People sugeriu que o celibato clerical contribuiu para o problema dos abusos ao criar um status de "superioridade moral" que poderia ser facilmente mal utilizado por padres abusivos: "As perspectivas de recuperação da Igreja na Irlanda são zero enquanto os bispos continuarem cegamente a alinhar-se com a posição do Papa Bento XVI de que um sacerdócio celibatário masculino é moralmente superior a outras seções da sociedade." Christoph Schönborn e Hans Küng também afirmaram que o celibato sacerdotal pode ser uma das causas dos escândalos de abuso sexual na Igreja Católica.
Ernie Allen, presidente do National Center for Missing & Exploited Children, disse: "Não vemos a Igreja Católica como um foco desse problema, nem como um lugar que tenha um problema maior do que em qualquer outro. Posso afirmar sem hesitação que vimos casos em muitos cenários religiosos, desde evangelistas itinerantes até ministros tradicionais, passando por rabinos e outros." Philip Jenkins, um católico de longa data que se tornou episcopalista, afirma que "minha pesquisa de casos nos últimos 20 anos não indica qualquer evidência de que clérigos católicos ou outros celibatários estejam mais propensos a envolvimento em má conduta ou abuso do que clérigos de qualquer outra denominação — ou, de fato, do que não-clérigos. Por mais que a imprensa tente apresentar este assunto como uma crise do celibato, essa acusação não tem base."

#### Falha na divulgação
As autoridades da Igreja são frequentemente acusadas de acobertar casos de abuso sexual. Em muitos casos, conforme discutido nas seções por país, membros do clero considerados criminosos pelas autoridades eclesiásticas não são não denunciados às autoridades civis, como a polícia. Frequentemente, são simplesmente transferidos de uma diocese para outra, geralmente sem qualquer aviso às autoridades ou às paróquias de destino. Embora o clero autor de ofensa pudesse sofrer medidas como a laicização, isso é raro; até tempos recentes, a intenção da Igreja era evitar a publicidade e o escândalo a qualquer custo.
Em alguns casos, os ofensores podem confessar seus atos a um sacerdote por meio do Sacramento da Penitência. O direito canônico da Igreja proíbe incondicionalmente que o sacerdote que ouviu tal confissão revele a existência ou o conteúdo da mesma a qualquer pessoa, incluindo autoridades eclesiásticas e civis — o "sigilo sacramental". Essa obrigação é levada muito a sério em toda a Igreja Católica; por exemplo, todos os arcebispos em exercício na Austrália informaram à Comissão Real Australiana de Respostas Institucionais ao Abuso Sexual de Crianças que não denunciariam à polícia um colega que admitisse ter cometido estupro de criança no confessionário. Isso nem sempre contraria a legislação civil; em muitos, mas não em todos, os países o direito confere o Privilégio de confissão, uma regra de prova que impede a investigação judicial de certas comunicações entre o clero e membros de sua congregação.

#### Padres homossexuais e homossexualidade
Segundo o Relatório John Jay, 80,9% das vítimas de abuso nos Estados Unidos eram do sexo masculino, e um estudo de Thomas Plante constatou que esse percentual pode chegar a 90%. Diversos livros, como The Rite of Sodomy: Homosexuality and the Roman Catholic Church, argumentam que padres homossexuais veem a relação sexual com menores como um "rito de passagem" para coroinhas e outros rapazes não adultos. William Donohue, da Liga Católica, afirmou que o problema de abuso sexual infantil na Igreja era, na verdade, uma "crise homossexual", o que alguns contestaram, alegando não haver correlação entre um homem se identificar como homossexual e a probabilidade de abusar de crianças. Pesquisas sobre pedofilia em geral mostram que a maioria dos agressores se identifica como heterossexual, e o Estudo de Causas e Contexto do Instituto John Jay não encontrou suporte estatístico para vincular identidade homossexual e abuso sexual de menores. Além disso, The New York Times relatou que "o abuso diminuiu à medida que mais padres gays passaram a servir à Igreja."

#### Impacto da psicologia de décadas anteriores
Alguns bispos e psiquiatras afirmaram que a psicologia predominante da época sugeria que pessoas poderiam ser curadas desse comportamento por meio de aconselhamento. Thomas Plante, psicólogo especializado em aconselhamento de vítimas de abuso e considerado um especialista em abuso clerical, afirma: "a grande maioria das pesquisas sobre abuso sexual de menores só emergiu no início da década de 1980. Assim, na época, parecia razoável tratar esses homens e depois reintegrá-los em suas funções sacerdotais. Em retrospecto, foi um erro trágico."
Robert S. Bennett, advogado católico romano de Washington que presidiu o comitê de pesquisa da Comissão Nacional de Revisão, identificou "muita confiança nos psiquiatras" como um dos principais problemas relacionados aos casos de abuso sexual na Igreja Católica. Cerca de 40% dos padres abusadores haviam recebido aconselhamento antes de serem realocados.

#### Relativismo moral
Em 2019, o Papa Emérito Bento XVI publicou uma carta (primeiro em alemão e depois traduzida para o inglês) na qual apresentou uma perspectiva unificada sobre várias questões que, segundo ele, contribuíram para o escândalo de abuso sexual. Uma das principais razões apontadas pelo Papa foi o impulso de vários teólogos proeminentes por perspectivas relativistas da moralidade, nas quais "não poderia mais haver nada que constituísse um bem absoluto, assim como nada fundamentalmente mal; (haveria) apenas julgamentos de valor relativos."

#### Pedofilia e efebofilia
Em Vício Sexual e Compulsividade: Revista de Tratamento e Prevenção, Cimbolic & Cartor (2006) observaram que, devido à grande proporção de menores do sexo masculino pós-pubescentes entre as vítimas clericais, há necessidade de estudar mais profundamente as variáveis diferenciais relacionadas à efebofilia (interesse sexual em adolescentes intermediários ao fim da adolescência, geralmente de 15 a 19 anos) em contraste com a pedofilia (interesse sexual em crianças pré-púberes, geralmente com 13 anos ou menos). Cartor, Cimbolic & Tallon (2008) constataram que 6% dos ofensores clericais no Relatório John Jay são pedófilos, 32% efebófilos, 15% atraídos apenas por crianças de 11 e 12 anos (tanto do sexo masculino quanto feminino), 20% indiscriminados e 27% levemente indiscriminados. O professor de psicologia Thomas Plante (2004) criticou esses achados, citando um relatório de Stephen Joseph Rossetti que descobriu que apenas cerca de 1% dos padres católicos tiveram experiência sexual com uma criança, enquanto mais 1% teve experiência sexual com um adolescente – totalizando 2% de todo o clero católico. Esse relatório também constatou que de 80% a 90% dos abusos sexuais de crianças perpetrados por padres católicos são dirigidos a adolescentes do sexo masculino; portanto, a pedofilia entre o clero católico parece ser rara, com a efebofilia sendo mais típica.
Eles também identificaram diferenças distintas entre os grupos de pedófilos e efebófilos. Relataram que pode haver "outro grupo de ofensores que são mais indiscriminados na escolha das vítimas e representam uma categoria de ofensores mais heterogênea, mas ainda distinta" e sugeriram pesquisas adicionais para determinar "variáveis específicas únicas a esse grupo e que possam diferenciar esses ofensores dos pedófilos e efebófilos", de modo a melhorar a identificação e o tratamento tanto de ofensores quanto de vítimas.
Todas as vítimas no Relatório John Jay eram menores de idade. Usando uma definição não padrão de "pré-púberes", o Estudo de Causas e Contexto do John Jay College estimou que apenas uma pequena porcentagem dos padres ofensores eram verdadeiros pedófilos. O estudo classificou como pré-púberes vítimas com até 10 anos de idade, enquanto a faixa etária especificada nas diretrizes atuais da Associação Americana de Psiquiatria é "geralmente até os 13 anos ou menos". Um livro recente estima que, se essa última definição fosse usada em vez da anterior, a porcentagem de vítimas classificadas como pré-púberes teria sido de 54%, em vez dos 18% citados pelo relatório de Causas e Contexto, e uma proporção maior de padres teria, portanto, sido classificada como pedófila.

#### Declaração do Papa Francisco
Em julho de 2014, o Papa Francisco foi citado em uma entrevista afirmando que cerca de 8.000 membros do clero católico (2% do total), incluindo bispos e cardeais, eram pedófilos. O Vaticano indicou que a entrevista não havia sido gravada nem notas foram tomadas durante ela, e que as citações podem ter sido mal atribuídas em uma tentativa deliberada de manipular os leitores. Declararam que o Papa Francisco não havia indicado que eventuais abusadores cardeais continuassem em seus cargos.

#### Escassez de padres
Argumenta-se que a escassez de padres levou a hierarquia católica a agir de modo a preservar o número de sacerdotes e garantir que houvesse clero suficiente para atender às suas congregações, apesar de graves alegações de que alguns desses padres eram inadequados para o ministério.

#### Suposta queda dos padrões na cultura predominante
Em The Courage To Be Catholic: Crisis, Reform, and the Future of the Church, o autor George Weigel sustenta que a infidelidade ao ensinamento ortodoxo da Igreja Católica Romana, a "cultura da dissidência" de padres, religiosas, bispos, teólogos, catequistas, burocratas e ativistas eclesiásticos que "acreditavam que o que a Igreja propunha como verdade era, na realidade, falso" foi a principal responsável pelo abuso sexual dos filhos dos paroquianos por seus próprios padres. O cardeal Theodore Edgar McCarrick, então arcebispo emérito de Washington e posteriormente reduzido ao estado laical por conduta sexual imprópria, atribuiu à decadência moral do final do século XX a causa do elevado número de abusos contra crianças por padres.
A hipótese de que uma suposta queda nos padrões morais gerais estaria associada a um aumento dos abusos por parte do clero foi promovida por um estudo do John Jay College financiado pela Conferência dos Bispos Católicos dos Estados Unidos. O estudo alegava que os anos liberais da década de 1960 causaram o aumento dos abusos, enquanto os anos conservadores da presidência Reagan levaram à sua queda. O estudo foi rotulado de 'Defesa Woodstock' pelos críticos, que afirmaram que os próprios números do estudo mostravam um surto de abusos relatados a partir da década de 1950 e que a passagem do tempo tornava improvável o relato de abusos de décadas anteriores.

#### Formação no seminário
No Relatório John Jay de 2004, um relatório encomendado pela Conferência dos Bispos Católicos dos Estados Unidos, afirmava-se que "o problema era em grande parte resultado de uma pobre formação no seminário e de apoio emocional insuficiente aos homens ordenados nas décadas de 1940 e 1950." Um relatório da Comissão Nacional de Revisão publicado simultaneamente ao John Jay Report apontou duas deficiências principais por parte dos seminários: falha em selecionar adequadamente os candidatos, seguida de falha em "formar" esses candidatos de modo apropriado para os desafios do celibato. Esses temas são retomados em um recente memoir de Vincent J. Miles que combina um relato em primeira pessoa de sua vida em um seminário menor durante a década de 1960 com uma revisão da literatura científica sobre comportamento sexual abusivo. Miles identifica aspectos específicos da vida no seminário que poderiam ter predisposto futuros padres a se envolverem nesse tipo de comportamento.

#### Cultura masculina dominante na Igreja
A acadêmica italiana  it escreveu em L'Osservatore Romano que uma maior presença de mulheres no Vaticano poderia ter evitado a ocorrência de abuso sexual clerical. Essa visão foi contestada e severamente criticada por diversos estudiosos por negar os casos de freiras implicadas em abuso sexual e pedofilia. Em 1986, uma historiadora da Universidade de Stanford recuperou informações de arquivo sobre investigações de 1619 a 1623 envolvendo freiras em Vellano, Itália, explorando secretamente freiras analfabetas por vários anos. Em 1998, uma pesquisa nacional de pesquisa religiosa revelou um número muito elevado de freiras que relataram ter sido vítimas de abuso sexual na infância por outras freiras. Observou-se ainda que a maioria das vítimas de abuso por freiras é do mesmo sexo. Em 2002, Markham examinou os históricos sexuais de freiras e encontrou vários casos de freiras abusando sexualmente de crianças.

### Respostas da Igreja
As respostas da Igreja Católica aos casos de abuso sexual podem ser analisadas em três níveis: o nível diocesano, o nível da conferência episcopal e o Vaticano. As respostas ao escândalo ocorreram de forma paralela nesses níveis, com os níveis superiores tornando-se progressivamente mais envolvidos à medida que a gravidade do problema se tornava mais evidente. Na maioria dos casos, o atendimento às denúncias de abuso sexual em uma diocese ficava a cargo da jurisdição do bispo ou arcebispo local. Segundo Thomas Plante, psicólogo especializado em aconselhamento de vítimas de abuso e considerado especialista em abuso clerical, "ao contrário da maioria das grandes organizações que mantêm uma variedade de posições de gerência intermediária, a estrutura organizacional da Igreja Católica é relativamente plana. Portanto, antes da crise de abuso de clero de 2002, cada bispo decidia por si como gerenciar esses casos e as alegações de abuso sexual de menores por padres. Alguns lidaram com essas questões muito mal (como evidenciado em Boston), enquanto outros as trataram muito bem."
Após o número de denúncias explodir com a série de artigos do The Boston Globe, a amplitude e profundidade dos escândalos tornaram-se evidentes em dioceses de todo os Estados Unidos. Os bispos norte-americanos sentiram-se obrigados a formular uma resposta coordenada no nível da conferência episcopal. Embora o Vaticano não tenha respondido imediatamente à série de artigos publicados pelo The Boston Globe em 2002, foi relatado que autoridades da Santa Sé estavam, de fato, acompanhando de perto a situação nos EUA.
John L. Allen Jr., correspondente sênior do National Catholic Reporter, caracterizou a reação da Conferência dos Bispos Católicos dos Estados Unidos (USCCB) como um chamado a "punição rápida, certa e definitiva para padres culpados desse tipo de conduta." Em contraste, Allen descreveu a principal preocupação do Vaticano como sendo garantir "que os direitos de todos sejam respeitados, incluindo os direitos do clero acusado" e afirmar que não é aceitável "remediar a injustiça do abuso sexual com a injustiça de condenar sumariamente padres que podem ou não ser culpados."

#### Communis Vita
Em 26 de março de 2019, o Papa Francisco tornou pública uma carta apostólica intitulada Communis Vita (Vida em Comunidade). A carta, publicada em 19 de março de 2019, altera o Direito Canônico e exige que os superiores de uma comunidade religiosa local demitam qualquer membro de sua "casa religiosa" que tenha estado ausente por 12 meses e sem contato. O Direito Canônico já exigia que os superiores os localizassem e os incentivassem a retornar à sua ordem após seis meses de ausência. A política entrou oficialmente em vigor em 10 de abril de 2019. Transferências paroquiais de padres abusivos têm ocorrido em inúmeros casos de abuso sexual na Igreja Católica.

#### Respostas diocesanas

##### Irlanda
Em 2009, dezoito ordens religiosas concordaram em pagar €1,2 bilhão em indenizações às vítimas de abuso sexual na infância, um aumento de dez vezes em relação aos €128 milhões acordados em 2002, sob a condição de que as identidades dos abusadores fossem mantidas em sigilo, e as vítimas renunciariam ao direito de processar a Igreja e o governo. Os recursos foram obtidos principalmente pela venda de propriedades da Igreja ao governo.
A Comissão da Igreja Católica para o Abuso Sexual Infantil (Irlanda), também conhecida como Comissão Hussey, foi estabelecida pela Igreja em 2001 para investigar como as denúncias de abuso clerical de menores foram tratadas nas últimas três décadas. Em 2010, o Vaticano anunciou uma investigação sobre como a hierarquia católica irlandesa lidou com o abuso sexual e o subsequente escândalo.

##### Filipinas
Após a mídia nas Filipinas começar a relatar abusos sexuais cometidos por padres católicos locais, em 2002 a Conferência Episcopal Católica das Filipinas pediu desculpas pelos atos de conduta sexual imprópria cometidos por seus padres nas últimas duas décadas e comprometeu-se a elaborar diretrizes sobre como lidar com denúncias desses crimes. O presidente da CBCP, o arcebispo Orlando Quevedo, afirmou que, nas duas décadas anteriores, quase 200 dos 7.000 padres católicos do país podem ter cometido "conduta sexual imprópria, incluindo abuso infantil, homossexualidade e casos extraconjugais".
Em agosto de 2011, após o grupo de direitos das mulheres GABRIELA auxiliar uma menina de 17 anos a registrar denúncias de abuso sexual contra um padre católico em Butuan, o bispo local, Juan de Dios Pueblos, colocou o padre acusado sob sua custódia sem entregá-lo às autoridades civis e eclesiásticas. Esse comportamento também foi fortemente criticado pelo arcebispo emérito Oscar Cruz, que culpou Pueblos por mostrar aos seus padres o "caminho errado".

##### Estados Unidos
Segundo o Relatório John Jay, uma em cada quatro denúncias de abuso sexual infantil foi feita dentro de 10 anos após o incidente. Metade foi feita entre 10 e 30 anos após o incidente e os 25% restantes foram relatados mais de 30 anos depois. O relatório aponta: falha da hierarquia da RCC nos Estados Unidos em compreender a gravidade do problema, excesso de ênfase na necessidade de evitar escândalos, uso de centros de tratamento não qualificados para clérigos afastados para reabilitação, uma disposição equivocada dos bispos em perdoar a conduta sexual imprópria como falha moral e não tratá-la como crime, permissão de reincidência após a reatribuição do padre e insuficiente responsabilização da hierarquia pela inação.

###### Esforços de reabilitação
Desde 2002, um foco principal das ações judiciais e da atenção da mídia tem sido a crítica à abordagem adotada pelos bispos ao lidar com denúncias de abuso sexual por padres. Como regra geral, as denúncias não eram encaminhadas às autoridades legais para investigação e processo. Em vez disso, muitas dioceses orientavam os padres ofensores a buscar tratamento psiquiátrico e avaliação do risco de reincidência. Em 2004, segundo o Relatório John Jay, quase 40% dos padres acusados participaram de programas de tratamento psiquiátrico. Os padres restantes não receberam aconselhamento para abuso porque as denúncias só foram feitas após suas mortes. Quanto mais denúncias eram feitas contra um padre, maior a probabilidade de ele participar de tratamento.
Alguns bispos transferiam repetidamente padres ofensores de paróquia em paróquia após o aconselhamento para abuso, onde eles ainda mantinham contato pessoal com crianças. Segundo a USCCB, os bispos católicos nas décadas de 1950 e 1960 viam o abuso sexual por padres como "um problema espiritual, que requer uma solução espiritual, isto é, oração".
No entanto, a partir da década de 1960, os bispos passaram a adotar uma visão emergente, baseada em recomendações de profissionais de saúde que recomendavam tratamento psiquiátrico e psicológico para aqueles que abusavam sexualmente de menores. Essa visão sustentava que, com tratamento, padres que molestaram crianças poderiam retornar com segurança ao ministério, embora talvez com certas restrições, como a proibição de contato com crianças. Essa abordagem via a pedofilia como um vício, assim como o alcoolismo, que pode ser tratado e controlado.
Algumas das instalações de tratamento norte-americanas mais utilizadas para esse fim incluíam o Saint Luke Institute em Maryland; centros operados pelos Servos do Paráclito em Jemez Springs, Novo México, e em St. Louis, Missouri; o John Vianney Center em Downingtown, Pensilvânia; o Institute of Living em Hartford, Connecticut; e o Southdown Institute perto de Toronto, Ontário, no Canadá. Essa abordagem continuou até meados dos anos 1980, período que a USCCB caracteriza como o "ponto de inflexão na compreensão do problema dentro da Igreja e na sociedade". Segundo o pesquisador Paul Isley, contudo, a pesquisa sobre padres ofensores é virtualmente inexistente e as alegações de sucesso de tratamento sem precedentes com clérigos não foram corroboradas por dados publicados.

###### Esforços de prevenção
A USCCB identificou a falta de procedimentos adequados para a prevenção do abuso sexual de menores, o registro das denúncias de tais abusos e o tratamento desses registros. Em resposta às deficiências do direito canônico e do direito secular, tanto as autoridades eclesiásticas quanto as civis implementaram procedimentos e leis para prevenir o abuso sexual de menores por parte do clero e para denunciá-lo e puni-lo quando ocorrer. Em junho de 2002, a USCCB adotou uma política de tolerância zero para futuros abusos sexuais, que exigia o atendimento às denúncias de abuso sexual. Promulgou uma Carta pela Proteção de Crianças e Jovens que comprometeu a Igreja Católica nos EUA a proporcionar um "ambiente seguro" para todas as crianças em atividades patrocinadas pela Igreja.
A Carta instituiu reformas para prevenir futuros abusos ao exigir verificações de antecedentes para funcionários da Igreja. A Carta exige que as dioceses, diante de uma denúncia, informem as autoridades, conduzam uma investigação e afastem o acusado de suas funções. Um artigo do Dallas Morning News relatou que quase dois terços dos bispos que participaram da conferência haviam acobertado padres abusadores sexualmente. Segundo o Catholic News Service, até 2008 a Igreja nos EUA havia treinado "5,8 milhões de crianças para reconhecer e denunciar abusos", realizado verificações criminais em voluntários e funcionários e treinado-os para criar um ambiente seguro para as crianças.
Analisando os resultados das reformas de prevenção implementadas nas décadas de 1990 e 2000, o relatório John Jay de maio de 2011 constatou uma “queda acentuada na incidência e uma supressão sustentada do comportamento abusivo” nos anos 1980, e afirmou que o abuso sexual na Igreja Católica diminuiu drasticamente na década de 1980 e continuou a diminuir nas décadas de 1990 e 2000. O relatório registrou 975 casos de abuso sexual por padres católicos entre 1985 e 1989, 253 entre 1995 e 1999 e 73 para os anos de 2004–2008. Segundo o relatório, desde o início dos anos 2000 houve “níveis muito baixos e contínuos de abuso sexual de menores” na Igreja Católica; o relatório também afirmou que, embora “mais casos de abuso sexual continuem a ser relatados às dioceses hoje, quase todas essas alegações referem-se a abusos ocorridos décadas antes.” A maioria dos casos de abuso sexual na Igreja Católica envolve incidentes ocorridos entre 1950 e 1969; a esmagadora maioria desses casos envolve padres ordenados antes de 1970. Em comparação, menos de 2% dos casos de abuso sexual na Igreja Católica envolveram padres ordenados após 1989.

###### Recepção pelos fiéis leigos
Um estudo de 2006 do Centro de Pesquisa Aplicada ao Apostolado da Universidade Jesuíta de Georgetown (Universidade de Georgetown) (CARA) constatou que os católicos leigos desconheciam as medidas específicas que a Igreja decidiu adotar, porém 78% aprovavam fortemente a comunicação de denúncias de abuso sexual às autoridades civis e 76% aprovavam fortemente a remoção de pessoas credivelmente acusadas de abuso sexual de menores.
Em 2005, Kathleen McChesney, da Conferência dos Bispos Católicos dos Estados Unidos, afirmou: “Em 2004, pelo menos 1.092 denúncias de abuso sexual foram feitas contra pelo menos 756 padres e diáconos católicos nos Estados Unidos. ... O que acabou é a negação de que este problema existe, e o que acabou é a relutância da Igreja em tratar abertamente com o público sobre a natureza e a extensão do problema.”
No início de 2009, as impropriedades sexuais, incluindo abusos contra meninos por Marcial Maciel Degollado, fundador da Legião de Cristo, uma congregação católica de direito pontifício composta por padres e seminaristas em preparação para o sacerdócio, foram divulgadas publicamente. Em março, o Vaticano ordenou uma Visita Apostólica ao Escândalo de abuso sexual na Legião de Cristo. Em junho de 2009, as autoridades do Vaticano nomearam cinco bispos de cinco países diferentes, cada um encarregado de investigar os legionários em uma parte específica do mundo.

#### Respostas episcopais

##### Reino Unido
As recomendações de Lord Nolan de 2001, aceitas integralmente pelos bispos, tornaram-se diretrizes-modelo para outras conferências episcopais ao redor do mundo e um modelo para outras instituições no Reino Unido. Uma diretriz estabelecia que, em cada paróquia, deveria haver um “oficial de proteção”, um leigo encarregado de verificar, por meio do Escritório de Registros Criminais, qualquer pessoa na paróquia com acesso a jovens ou a adultos vulneráveis, e de ser o contato para quem tivesse quaisquer preocupações.

##### Estados Unidos
Em junho de 2002, a Carta para a Proteção de Crianças e Jovens foi estabelecida pela CNBB, um conjunto abrangente de procedimentos para lidar com denúncias de abuso sexual de menores por clérigos católicos. A carta inclui diretrizes para reconciliação, cura, responsabilização, notificação e prevenção de futuros atos de abuso.
O Conselho Nacional de Revisão para a Proteção de Crianças e Jovens da CNBB agora exige que as dioceses, diante de uma alegação de abuso sexual infantil (quando a vítima ainda é menor), notifiquem as autoridades, conduzam uma investigação e (no caso de confissão de culpa ou constatação de culpa por investigação apropriada) retirem o acusado de suas funções.
O conselho também contratou a Faculdade de Justiça Criminal John Jay para realizar um estudo descritivo sobre a natureza e o alcance do problema do abuso sexual de menores na Igreja Católica, bem como os custos do escândalo para a igreja. A coleta de dados iniciou-se em março de 2003 e terminou em fevereiro de 2004. As conclusões deste estudo são discutidas em outra seção desta página.

#### Resposta da Santa Sé
John L. Allen Jr., correspondente do Vaticano para o National Catholic Reporter, comentou que muitos Católicos dos Estados Unidos interpretaram o silêncio inicial do Vaticano sobre as reportagens do The Boston Globe como demonstração de falta de preocupação ou de consciência sobre o tema. No entanto, Allen afirmou que não conhecia ninguém na Cúria Romana que não estivesse pelo menos horrorizado “pelas revelações que vieram do Globe e de outros lugares” ou que defendesse “a forma como o Cardeal Law tratou os casos em Boston” ou “a falta de supervisão bastante chocante que se revelou”, embora “pudessem ter análises diferentes sobre o que deveria ter acontecido com ele”. Allen descreveu a perspectiva do Vaticano como um tanto cética em relação ao tratamento do escândalo pela mídia. Além disso, ele afirmou que o Vaticano via as atitudes culturais americanas em relação à sexualidade como um pouco histéricas, além de exibirem falta de compreensão da Igreja Católica.
Ninguém [no Vaticano] acha que o abuso sexual de crianças seja exclusivo dos Estados Unidos, mas acreditam que sua cobertura jornalística seja tipicamente americana, alimentada pelo Anticatolicismo e por advogados oportunistas tentando explorar os cofres da igreja. E esse pensamento está ligado à percepção mais ampla sobre a cultura americana, que é de que há uma histeria quando se trata de qualquer tema sexual e uma incompreensão da Igreja Católica. Isso significa que os funcionários do Vaticano demoram mais para fazer os tipos de declarações públicas que a maioria dos católicos dos Estados Unidos deseja, e quando o fazem, são cautelosas e sem convicção. Não é que não sintam pena das vítimas, mas acham que o clamor por um pedido de desculpas é alimentado por outros fatores aos quais não querem ceder.
Segundo Allen, as diferenças culturais entre o Vaticano e os católicos dos Estados Unidos complicaram o processo de formulação de uma resposta abrangente ao escândalo de abuso sexual: “há muito sobre a cultura americana e sobre a Igreja americana que intriga as pessoas no Vaticano, e há muito sobre o Vaticano que intriga os americanos e falantes de inglês em geral.”

##### Motu ProprioVos estis lux mundi
Em 9 de maio de 2019, o Papa Francisco emitiu o Motu Proprio Vos estis lux mundi, exigindo que clerigos e religiosos – incluindo bispos, em todo o mundo, a denunciar casos de abuso sexual e de acobertamento de abuso sexual por seus superiores. Pelo novo Motu Proprio, todas as dioceses católicas do mundo devem estabelecer mecanismos estáveis ou sistemas pelos quais as pessoas possam apresentar denúncias de abuso ou de acobertamento, até junho de 2020. Todas as arquidioceses metropolitanas também devem enviar relatórios ao Vaticano sobre o progresso das investigações, quer ocorram em sua própria arquidiocese ou em dioceses sufragâneas, a cada 30 dias, e concluir a investigação em até 90 dias, salvo prorrogação concedida. A lei vigora por um período experimental de três anos, com vacatio legis até 1 de junho de 2019. Conforme o professor de Direito Canônico Kurt Martens:
Essa nova lei é, sem dúvida, um raro presente para toda a Igreja e estabelece, juntamente com a lei vaticana complementar que prevê pena de prisão para qualquer funcionário público do Vaticano que deixar de denunciar abuso, um rumo inconfundível. A dolorosa e, por vezes, amarga experiência da Igreja nos Estados Unidos e as vozes dos fiéis em todo o mundo ajudaram a promover uma mudança de atitude e uma alteração na lei. Não há retorno possível agora, e o tom foi estabelecido para o futuro.

##### Rescrito “Sobre a confidencialidade dos processos legais”
Em 17 de dezembro de 2019, o Papa Francisco emitiu uma instrução de direito canônico “Sobre a confidencialidade dos processos legais”, revogando o “[segredo pontifício]” nos casos relacionados a: violência ou abuso de autoridade para forçar atos sexuais, abuso sexual de menores ou pessoas vulneráveis, crimes de pedofilia envolvendo menores de 18 anos ou sujeitos incapazes e ocultação dessas condutas de investigações eclesiásticas ou civis. Pelas novas disposições, ficam excluídas do segredo pontifício todas as fases dos processos canônicos, desde a denúncia, passando pelas investigações preliminares e debate propriamente dito, até a decisão final, assim como quaisquer depoimentos de testemunhas e documentos produzidos em juízo. Abrange tanto os procedimentos locais quanto os realizados em Roma, na Congregação para a Doutrina da Fé.
A instrução prevê, no entanto, que as informações obtidas em um processo canônico sejam tratadas de forma a garantir sua segurança, integridade e confidencialidade, com o intuito de proteger o bom nome, a imagem e a privacidade de todas as pessoas envolvidas. Segundo o Arcebispo Juan Ignacio Arrieta, secretário do Pontifício Conselho para os Textos Legislativos: “o fato de o conhecimento dessas ações criminais não estar mais vinculado ao ‘segredo pontifício’ não significa que se possa torná-lo público por quem o possui, o que, além de imoral, prejudicaria o direito à boa reputação”. Ademais, a Instrução não afeta o dever absoluto do sacerdote de observar o sigilo sacramental nem o dever de manter a confidencialidade das informações obtidas fora da confissão dentro de todo o fórum denominado “extra-sacramental”.
O segredo profissional dos envolvidos em um processo canônico não deve, contudo, obstar “o cumprimento das obrigações previstas em todos os lugares pelas leis do Estado, incluindo eventuais deveres de comunicação [de possíveis notícias de crime], e a execução dos pedidos de cumprimento dos tribunais civis”, que, naturalmente, poderão exigir a entrega de material documental às cortes civis. A esse respeito, Giuseppe Dalla Torre, ex-presidente do Tribunal da Cidade do Vaticano, observou:
Caso a legislação estatal preveja a obrigação de comunicar à parte informada dos fatos, a queda do segredo papal e o esclarecimento dos limites do segredo oficial permitem cumprir as disposições legais, promovendo a plena cooperação com as autoridades civis e evitando invasões ilegítimas da autoridade civil no âmbito canônico. O mesmo vale para as medidas executivas da autoridade judicial estadual, cujo descumprimento sujeitaria – entre outras coisas – a autoridade eclesiástica competente a sanções graves por violação de lei penal.
Segundo o Arcebispo Charles Scicluna, secretário adjunto da Congregação para a Doutrina da Fé, a abolição do segredo pontifício significa que:
Os documentos de um processo penal não são de domínio público, mas estão disponíveis para as autoridades ou pessoas interessadas, e para autoridades que tenham jurisdição estatutária sobre o assunto. Portanto, creio que, quando se trata, por exemplo, de informações que a Santa Sé solicitou compartilhar, deve-se seguir as normas internacionais: isto é, deve haver um pedido específico, e todas as formalidades do direito internacional devem ser observadas. Mas, no nível local, embora não sejam de domínio público, a comunicação com autoridades estatutárias e o compartilhamento de informações e documentação são facilitados.
Dalla Torre ressaltou que essa instrução é um instrumento canônico que não afeta a aplicação das leis civis, pois trata da condução dos processos e da cooperação com autoridades eclesiásticas:
Diz-se que a Instrução é um ato interno da Igreja, mas com repercussões fora da ordem canônica. É óbvio, porém, especificar que, no que tange ao exercício da justiça secular na matéria em questão, deverá observar-se a legislação interna de cada Estado. Por exemplo, no caso de sistemas que preveem a persecução de crimes de abuso apenas mediante queixa, a queda do segredo papal e, nesse sentido, do segredo oficial só pode operar uma vez que a parte ofendida tenha instaurado processo criminal com a devida solicitação à autoridade judicial para processar o autor do crime. Além disso, nos Estados com regime concordatário, as novas disposições pontifícias serão implementadas em harmonia com as normas específicas eventualmente em vigor para a tutela do ministério sagrado.

Por fim, permanece uma diferença fundamental dependendo se os pedidos das autoridades civis são dirigidos às autoridades eclesiásticas locais (bispos, superiores maiores no caso de religiosos), ou à Santa Sé e, mais precisamente, à Congregação para a Doutrina da Fé. No segundo caso, devem ocorrer por meio daquelas formas de cooperação judicial entre diferentes autoridades jurisdicionais, conhecidas como cartas rogatórias. No primeiro caso, tais pedidos ocorrerão segundo as disposições internas dos sistemas estatais individuais. Certamente, em ambos os casos, a autoridade judicial requerente deverá formular os pedidos com indicações detalhadas, precisas e não genéricas, mas isso é um problema inteiramente interno aos sistemas estatais, que foge à competência do sistema canônico.

##### Resposta por ano

###### 1962
O Cardeal Alfredo Ottaviani, Secretário da Sacra Congregação do Santo Ofício, enviou uma carta que ficou conhecida como Crimen sollicitationis. Nessa carta, endereçada a “todos os Patriarcas, Arcebispos, Bispos e outros Ordinaries locais, incluindo os das Igrejas Católicas Orientais”, o Santo Ofício estabeleceu procedimentos a serem seguidos no tratamento de casos de clérigos (padres ou bispos) acusados de usar o sacramento da Penitência para fazer investidas sexuais contra penitentes; suas regras eram mais específicas do que as genéricas constantes do Código de Direito Canônico.
Além disso, instruía que os mesmos procedimentos fossem aplicados às denúncias de comportamento homossexual, pedófilo ou zoófilo por parte de clérigos. Repetia a regra de que qualquer católico que deixasse de denunciar, por mais de um mês, um padre que tivesse feito tais avanços em conexão com a confissão incorreria automaticamente em excomunhão latae sententiae, não sendo absolvido senão após ter efetivamente denunciado o padre ao Ordinário do local ou ao Santo Ofício, ou ao menos prometido seriamente fazê-lo.

###### 1983
O Vaticano promulgou um Código de Direito Canônico revisado que incluiu um cânon (1395, §2) nomeando explicitamente sexo com menor por clérigos como crime canônico “a ser punido com penalidades justas, não excluindo a exclusão do estado clerical se o caso assim o exigir.” Segundo Delicta graviora, a carta enviada em maio de 2001 pelo então Cardeal Joseph Ratzinger (futuro Bento XVI), Prefeito da Congregação para a Doutrina da Fé, e, conforme o padre Thomas Patrick Doyle, especialista em Direito Canônico Pontifício, o Crimen sollicitationis permaneceu em vigor até maio de 2001.

###### 2001
Em abril, o Papa João Paulo II emitiu uma carta afirmando que “um pecado contra o Sexto Mandamento do Decálogo cometido por um clérigo com um menor de dezoito anos deve ser considerado um pecado grave, ou ‘delictum gravius.’” Na carta, Sacramentorum sanctitatis tutela (Tutela da Santidade dos Sacramentos), “§1 A reserva à Congregação para a Doutrina da Fé (CDF) é estendida também a um delito contra o sexto mandamento do Decálogo cometido por um clérigo com um menor abaixo de dezoito anos. §2 Aquele que tiver perpetrado o delito mencionado no §1 deverá ser punido de acordo com a gravidade da ofensa, não excluindo a deposição ou exclusão.” Em outras palavras, a CDF recebeu mandato ampliado para tratar casos de abuso sexual apenas a partir de 2001 – antes disso, o Código de Direito Canônico de 1917 permitia que casos de abuso sexual por clérigos fossem tratados pela Congregação, que podia instaurar processos, ou pelo Ordinário local. Todos os casos de abuso sexual cometido por padres passaram a ser submetidos à CDF, que na maioria das vezes recomendou ação imediata.
O “Guia para Compreender os Procedimentos Básicos da CDF relativos a Alegações de Abuso Sexual” apresenta brevemente procedimentos derivados do Código de 1983 e implementados desde 30 de abril do mesmo ano. Entre os pontos principais:
- Toda acusação de abuso sexual de menor por padre é investigada pela diocese local e, havendo qualquer “indício de veracidade”, o caso é encaminhado à CDF. “O bispo local mantém sempre o poder de proteger crianças restringindo as atividades de qualquer padre em sua diocese.”
- Deve-se cumprir sempre a legislação civil sobre comunicação de crimes às autoridades.
- A CDF pode autorizar o bispo local a julgar o caso. Se o padre (com direito de apelar à CDF) for considerado culpado, podem ser aplicadas penalidades canônicas, inclusive a exclusão do estado clerical. “A questão das indenizações também pode ser tratada diretamente durante esses procedimentos.”
- Alguns casos podem ser remetidos diretamente ao Papa, que pode ex officio decretar a exclusão do sacerdócio.
- Outras medidas disciplinares, menos drásticas que a exclusão, podem ser impostas quando o padre se comprometer a viver em oração e penitência, mas a exclusão permanece possível se descumprir tais condições.
- A CDF continua atualizando a lei de 2001 (Motu Proprio Sacramentorum sanctitatis tutela) à luz de faculdades especiais concedidas pelos Papas João Paulo II e Bento XVI.

Em maio, em conformidade com o Código de 1983 e o Código de Cânones das Igrejas Orientais de 1990, uma carta da CDF foi enviada aos bispos católicos.

###### 2002
O Vaticano instituiu reformas para prevenir futuros abusos nos Estados Unidos exigindo verificações de antecedentes para todos os funcionários da Igreja em contato com crianças. Desde então, nos EUA, mais de 2 milhões de voluntários e funcionários; 52 000 clérigos; e 6 205 candidatos ao sacerdócio tiveram seus antecedentes avaliados.
Em junho, a USCCB estabeleceu a “Carta para a Proteção de Crianças e Jovens”, um conjunto abrangente de procedimentos para tratar acusações de abuso sexual de menores pelo clero católico. (Mais detalhes na seção Respostas Episcopais acima.)[carece de fontes?]

###### 2003
O Papa João Paulo II declarou que “não há lugar no sacerdócio e na vida religiosa para aqueles que prejudicariam os jovens”.
Em abril, a Academia Pontifícia para a Vida organizou conferência de três dias intitulada “Abuso de Crianças e Jovens por Padres e Religiosos Católicos”, na qual oito especialistas psiquiátricos não católicos foram convidados a falar para representantes de quase todos os dicastérios vaticanos. O painel manifestou-se amplamente contra políticas de “tolerância zero” como as propostas pela USCCB, considerando-as um “exagero” por não permitirem flexibilidade entre casos individuais.

###### 2004
Em junho, o advogado William McMurry, de Louisville (Kentucky), moveu ação contra a Santa Sé em nome de três homens, alegando abuso desde 1928 e acusando líderes da Igreja de organizar um acobertamento de casos de abuso infantil.

###### 2005
Em agosto, o Papa Bento XVI foi acusado em processo de conspirar para acobertar a molestação de três meninos no Texas por Juan Carlos Patino-Arango na Arquidiocese de Galveston-Houston. Ele obteve imunidade como chefe de Estado da Santa Sé. O Departamento de Estado reconheceu e permitiu tal imunidade. Veja posição internacional do Papa sobre imunidade de chefe de Estado.
Em novembro, o Vaticano publicou os Critérios para o Discernimento de Vocação de Pessoas com Tendências Homossexuais, proibindo a ordenação de homens com “tendências homossexuais profundamente enraizadas”. Preparado ao longo de dez anos, o documento reagia à crise dos chamados “padres pedófilos”. A Comissão Nacional de Revisão citou a predominância de vítimas adolescentes em seu relatório. O documento foi criticado pela National Association of Catholic Diocesan Lesbian and Gay Ministries por sugerir vínculo entre homossexualidade e abuso infantil.

###### 2007
O Arcebispo Csaba Ternyak, secretário da Congregação para o Clero, perguntou aos especialistas: “[Até que ponto se pode falar sobre a reabilitação do ofensor, quais métodos de tratamento são mais eficazes, e em que base podemos afirmar que alguém nunca condenado está em risco de molestar sexualmente alguém?]” Ele observou o “sentimento de desânimo” entre padres não acusados, que se sentiam abandonados pelos bispos, e relatou “mais de alguns suicídios entre padres acusados”.

###### 2008
Em abril, durante visita aos EUA, o Papa Bento XVI admitiu estar “profundamente envergonhado” pelo escândalo de abuso clerical que devastou a igreja americana e prometeu que pedófilos não seriam admitidos ao sacerdócio. Pediu-se desculpas também pelo escândalo na Austrália.
Em novembro, o Tribunal de Apelações dos EUA em Cincinnati negou a imunidade soberana do Vaticano, permitindo que processo por abuso contra a Igreja prosseguisse. O Vaticano não apelou.

###### 2009
Pesquisadores apontaram que casos de abuso “caíram acentuadamente” após 1985 e que suspensões se tornaram mais comuns que reintegrações ao longo de 50 anos.
Em 22 de setembro de 2009, na Conselho de Direitos Humanos da ONU em Genebra, o representante da Santa Sé afirmou que a maioria dos clérigos abusadores de menores não seriam pedófilos, mas homossexuais atraídos por adolescentes do sexo masculino, falando mais de “efebofilia” do que de pedofilia. Pesquisadoras do Relatório John Jay, porém, advertiram contra equacionar abuso predominantemente homossexual a orientação gay, chamando-o de simplificação e “conclusão injustificada”. Organizações de direitos LGBT acusaram o Vaticano de tentar redefinir pedofilia como problema de homossexualidade.

###### 2010
Em abril de 2010, sob forte crítica midiática, o Vaticano entrou em “modo de controle de danos”, segundo a Associated Press. O Cardeal Tarcisio Bertone culpou a homossexualidade pelo escândalo; o porta-voz Federico Lombardi afirmou que Bertone havia extrapolado sua função, mas defendeu o esclarecimento, lembrando que 10 % dos casos eram estritamente pedofilia e 90 % envolviam adolescentes. O editor de L’Osservatore Romano, Giovanni Maria Vian, acusou a mídia de explorar o escândalo para vender jornais. O Papa declarou que “a Igreja deve fazer penitência pelos casos de abuso”.
Monsenhor Charles J. Scicluna explicou ao jornal Avvenire que, entre 1975 e 1985, não recorda casos de pedofilia levados à Congregação. Após o Código de 1983, houve incerteza sobre quais delitos eram reservados à CDF. Só com o Motu Proprio de 2001 a pedofilia voltou a ser competência exclusiva da Congregação. Entre 2001 e 2010, a CDF tratou cerca de três mil casos envolvendo padres diocesanos e religiosos, referentes a crimes cometidos nos últimos cinquenta anos.
Em março de 2010, Bento XVI pediu desculpas às vítimas na Irlanda, afirmando estar “verdadeiramente arrependido” pelo ocorrido e reconhecendo que “nada pode desfazer o mal que suportaram. Sua confiança foi traída e sua dignidade violada.” Críticos reclamaram que a carta não abordou a natureza sistêmica do problema.
Em julho de 2010, o Vaticano emitiu novas normas, dobrando o prazo após o 18º aniversário da vítima para que clérigos sejam julgados em tribunal e agilizando processos de remoção de padres abusadores. Essas regras globais foram criticadas como menos rigorosas que as já vigentes nos EUA.

###### 2011
Em maio, o Vaticano publicou diretrizes, elaboradas pelo Cardeal William Levada, para o tratamento de casos de abuso sexual clerical. As diretrizes pedem que bispos e superiores de ordens religiosas desenvolvam “procedimentos claros e coordenados” até maio de 2012, cooperando com a polícia e respeitando leis locais, mas sem torná-la obrigatória. Grupos de defesa das vítimas criticaram-nas como insuficientes, alegando falta de força de lei e mecanismos de aplicação.

###### 2014
A Pontifícia Comissão para a Proteção de Menores foi instituída pelo Papa Francisco em 22 de março de 2014 para salvaguardar menores. É presidida pelo Cardeal Sean P. O’Malley, O.F.M. Cap., de Boston.
Em novembro de 2014, o Papa Francisco demitiu do estado clerical e excomungou o padre argentino Jose Mercau por abuso sexual.

###### 2018
No início de 2018, o Papa negou relatos de abuso sexual generalizado por padres no Chile. Diante de protestos, ordenou investigação que levou à renúncia coletiva de bispos chilenos; poucas foram aceitas.
No meio do ano, surgiram escândalos em muitos países, inclusive mais de 300 padres acusados na Pensilvânia em 50 anos. O Papa falou de sua “vergonha”, mas não anunciou medidas concretas para remover abusadores ou punir cúmplices.

###### 2019
De 21 a 24 de fevereiro de 2019, realizou-se na Cidade do Vaticano a Reunião sobre a Proteção de Menores na Igreja, reunindo presidentes de todas as conferências episcopais do mundo para discutir a prevenção do abuso sexual de menores pelo clero.
Em 26 de março de 2019, um mês após o encontro, o Papa Francisco promulgou:
- A Lei Nº CCXCVII da Cidade do Vaticano “Sobre a proteção de menores e pessoas vulneráveis”;
- O Motu Proprio “Sobre a proteção de menores e pessoas vulneráveis”;
- As Diretrizes do Vicariato da Cidade do Vaticano para a proteção de menores e pessoas vulneráveis.

Segundo Andrea Tornielli, tais normas são específicas para a realidade única da Cidade do Vaticano, mas contêm indicações exemplares baseadas em parâmetros internacionais avançados. A Lei Nº CCXCVII obriga autoridades do Vaticano e diplomatas da Santa Sé a denunciar casos de abuso sexual; o não cumprimento pode acarretar multa de até € 5 000 ou prisão de até seis meses para guardas suíços. Todos os crimes relacionados a abuso infantil são processáveis ex officio, mesmo sem queixa formal. Também estende o prazo prescricional para 20 anos após o 18º aniversário da vítima e cria, no Departamento de Saúde e Assistência da Governadoria da Cidade do Vaticano, serviço de apoio às vítimas, com assistência médica e psicológica e orientação sobre seus direitos.
O Motu Proprio aplica-se ao pessoal da Cúria Romana, exigindo verificação de idoneidade para lidar com menores em processos seletivos. As Diretrizes do Vicariato da Cidade do Vaticano são dirigidas a cónegos, párocos e coadjutores das paróquias vaticanas, educadores do Pré-Seminário São Pio X, religiosos residentes no Vaticano e todos que trabalhem na comunidade eclesiástica local. Exigem visibilidade em contato com menores, proíbem relacionamento preferencial com um único menor, conduta ofensiva ou de conotação sexual, segredo forçado, fotografias ou filmagens sem consentimento escrito dos pais. O Vigário do Vaticano deve comunicar ao Promotor de Justiça qualquer notícia de abuso que não seja manifestamente infundada e remover preventivamente o suposto agressor de atividades pastorais.

### Críticas à Igreja
Em 2010, a BBC relatou que as principais causas do escândalo foram os acobertamentos e outras supostas deficiências na forma como a hierarquia da Igreja lidou com os abusos. Particularmente, as ações dos bispos católicos ao responder a acusações de abuso clerical foram duramente criticadas.
Em setembro de 2010, o Papa Bento XVI lamentou que a Igreja Católica Romana não havia sido vigilante nem rápida o bastante ao responder ao problema do abuso sexual por parte do clero católico. O Papa Bento XVI laicizou 400 padres por abusos em dois anos de seu papado. Uma representante da Survivors Network of those Abused by Priests (SNAP), grupo que representa vítimas de abuso, criticou as declarações do Papa como "fingidas" porque, em sua opinião, a Igreja havia sido de fato "pronta e vigilante" ao ocultar o escândalo. Após a renúncia de Bento XVI em 2013, ele foi criticado pela SNAP por supostamente proteger a reputação da Igreja "em detrimento da segurança das crianças". Representantes do Centro pelos Direitos Constitucionais (na época atuando num caso no Tribunal Penal Internacional contra Bento XVI em nome da SNAP) alegaram que o Papa Bento XVI esteve diretamente envolvido em acobertar alguns dos crimes.

#### Falha em prevenir atos atuais e futuros de abuso
| “                                | É fácil pensar que, quando falamos da crise de estupro e abuso infantil, estamos falando do passado – e a Igreja Católica faria crer que essa era mais trágica de sua história já passou. Mas não passou. Ela persiste hoje. Pedófilos ainda estão no sacerdócio. Ocultamentos de seus crimes estão ocorrendo agora, e bispos em muitos casos continuam se recusando a repassar informações ao sistema de justiça criminal. Casos estagnam e não avançam porque a Igreja tem poder para detê-los. Crianças ainda são prejudicadas e vítimas não conseguem se curar. | ” |
| — Vítima de abuso, Mary Dispenza | |   |

Mary Dispenza afirma ainda que crimes contra crianças ocorreram no passado, ocorrem agora e continuarão ocorrendo no futuro, a menos que o Papa Francisco e os bispos atuem de forma decisiva para garantir que a segurança das crianças tenha prioridade sobre a proteção dos padres e a imagem da Igreja Católica.

#### Negação da competência canônica pela Santa Sé
Um porta-voz do Vaticano declarou: "Quando instituições individuais das igrejas nacionais estão implicadas, isso não diz respeito à competência da Santa Sé... A competência da Santa Sé está ao nível da Santa Sé."
Citando os cânones 331 e 333 do Código de Direito Canônico de 1983, James Carroll, do The Boston Globe, afirmou que "Quanto à questão de até onde se estende a autoridade papal, o direito canônico da Igreja Católica não poderia ser mais claro" e alegou que a negação de competência pela Santa Sé contraria o direito canônico. O cânon 331 estabelece que "O vicário de Cristo... possui poder ordinário pleno, imediato e universal na Igreja, que pode exercer sempre livremente", e o cânon 333 dispõe que "...Por virtude de seu ofício, o pontífice romano não apenas possui poder sobre a Igreja universal, mas também obtém a primazia do poder ordinário sobre todas as igrejas particulares e grupos delas."
Silvano Tomasi, observador permanente da Santa Sé junto à Organização das Nações Unidas, afirmou que o Vaticano não era responsável pelos padres abusadores porque "padres são cidadãos de seus próprios estados e estão sujeitos à jurisdição de seus países", mas o relatório da ONU discordou, alegando que, como os padres estão "vinculados pela obediência ao papa" sob o direito canônico, a Santa Sé é responsabilizável. O relatório também recomendou que o Vaticano exija que padres e bispos envolvam a polícia em todas as denúncias de abuso e acabe com o "código de silêncio" que faz com que denunciantes sejam "ostracizados, rebaixados e demitidos".

#### Falta de transparência na congregação doutrinal
Submeter os casos à competência da Congregação para a Doutrina da Fé foi criticado por alguns por tornar o processo mais sigiloso e prolongar o tempo necessário para tratar as alegações. Por exemplo, em sua biografia de João Paulo II, David Yallop afirma que o acúmulo de encaminhamentos à Congregação para a Doutrina da Fé para ação contra padres sexualmente abusivos é tão grande que leva 18 meses apenas para obter uma resposta.
Autoridades do Vaticano manifestaram preocupação de que a insistência da Igreja na confidencialidade no tratamento de casos de abuso sexual clerical fosse interpretada como proibição de reportar acusações graves às autoridades civis. No início de 2010, o Cardeal Claudio Hummes, Prefeito da Congregação para o Clero, finalmente declarou que instâncias de abuso sexual por padres eram "fatos criminosos" e também pecados graves, exigindo cooperação com o sistema de justiça civil. A acadêmica italiana Lucetta Scaraffia descreveu a conspiração envolvida em ocultar as ofensas como omertà, o código de silêncio da máfia, e afirmou que "Podemos supor que uma maior presença feminina, não em nível subordinado, poderia ter rasgado o véu do segredo masculino que, no passado, muitas vezes cobriu a denúncia dessas transgressões com silêncio".
Alguns setores interpretaram o Crimen sollicitationis — um documento de 1962 (Instrução) do Santo Ofício (atual Congregação para a Doutrina da Fé), que codifica os procedimentos a serem seguidos nos casos de padres ou bispos da Igreja Católica acusados de ter utilizado o sacramento da Penitência para fazer avanços sexuais contra penitentes — como uma diretriz do Vaticano para manter em sigilo todas as denúncias de abuso sexual, o que gerou ampla cobertura da mídia sobre seu conteúdo. Daniel Shea, o advogado norte-americano que encontrou o documento, afirmou que ele “comprova a existência de uma conspiração internacional para abafar questões de abuso sexual”. O Vaticano respondeu que o documento não apenas foi amplamente malinterpretado, mas, além disso, foi substituído por orientações mais recentes nas décadas de 1960 e 1970 e, especialmente, pelo Código de Direito Canônico de 1983.

#### Não remoção dos acusados pela Igreja

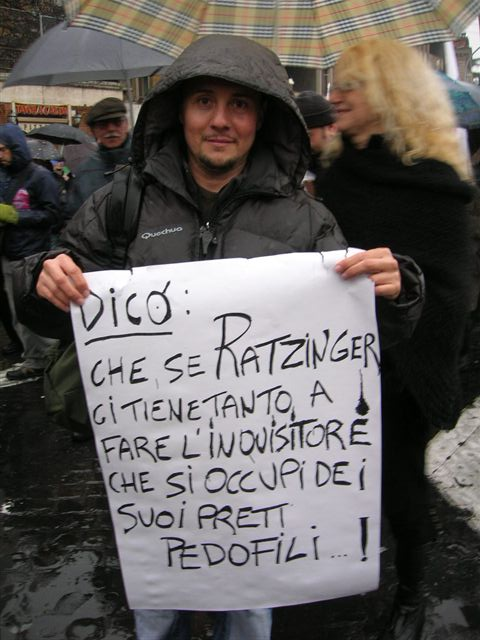
Roma, 2007. Marcha organizada pelo Facciamo Breccia contra a interferência da Igreja Católica na política italiana. O cartaz diz: “Se Ratzinger realmente quer atuar como inquisidor, por que não vai lidar com seus padres pedófilos?”

A hierarquia católica tem sido criticada por não agir mais rápida e decisivamente para remover, laicizar e denunciar padres acusados de má conduta sexual. O Cardeal Roger Mahony da Arquidiocese de Los Angeles afirmou: "Dissemos repetidamente que... nossa compreensão desse problema e a forma como ele é tratado hoje evoluíram, e que, há décadas, as pessoas não percebiam a gravidade disso, e assim, em vez de afastar totalmente as pessoas do ministério, elas eram transferidas."
Um dos primeiros opositores ao tratamento de padres sexualmente abusivos foi o Padre Gerald Fitzgerald, fundador da Congregação dos Servos do Paráclito. Embora Fitzgerald tenha criado os Servos do Paráclito para ajudar padres com problemas de alcoolismo e abuso de substâncias, logo passou a receber padres que haviam abusado sexualmente de menores. Inicialmente, tentou tratá-los com métodos espirituais, mas, convencido da ineficácia, passou a se opor veementemente ao retorno de tais padres ao ministério paroquial, escrevendo a bispos e autoridades do Vaticano que muitos não poderiam ser curados e deveriam ser imediatamente laicizados.
Eventualmente, Fitzgerald perdeu o controle da congregação, que passou a empregar profissionais médicos e psicológicos. Fitzgerald continuou a se opor a essas mudanças até sua morte em 1969.
O Bispo Manuel D. Moreno de Tucson (Arizona), EUA, tentou repetidamente laicizar e disciplinar dois padres abusadores, subscrevendo em carta de abril de 1997 ao Cardeal Joseph Ratzinger pedido de laicização; um deles foi suspenso em 1990 e condenado pela Igreja em 1997 por cinco crimes, incluindo solicitação sexual em confissão. Ambos foram laicizados em 2004. O Bispo Moreno foi duramente criticado por só agir depois que seus esforços vieram a público.
Em artigo do The New York Times, o Bispo Blase J. Cupich, presidente do Comitê dos Bispos dos EUA para a Proteção de Crianças e Jovens, explicou por que o conselho de Fitzgerald "foi em grande parte desconsiderado por 50 anos": primeiro, "casos de padres sexualmente abusivos eram considerados raros"; segundo, "as visões de Fitzgerald eram consideradas bizarras por não tratar as pessoas medicamente, mas apenas espiritualmente, e por segregar toda uma população com problemas sexuais"; e, finalmente, "havia evidências crescentes na psicologia de que, com tratamento médico, essas pessoas podiam retornar ao ministério" – algo que, segundo ele, "os bispos vieram a lamentar".
Em 2010, vários católicos seculares e liberais pediam a renúncia do Papa Bento XVI, citando o bloqueio de Ratzinger a esforços para remover padres condenados por abuso infantil.
Em 2012, William Lynn, da Arquidiocese de Filadélfia, foi condenado por colocar em perigo o bem-estar de uma criança e sentenciado a três a seis anos de prisão. Lynn tornou-se o primeiro funcionário da Igreja nos EUA condenado por perigo à criança devido a seu papel no acobertamento de denúncias de abuso sexual por parte do clero.

#### Sigilo entre os bispos
Conforme relatado pelo The Boston Globe, alguns bispos facilitaram pagamentos de indenização a vítimas sob condição de que as alegações permanecessem em sigilo.
Por exemplo,
Em novembro de 2009, a Comissão Irlandesa de Inquérito ao Abuso Sexual de Crianças concluiu que:
as preocupações da Arquidiocese de Dublin ao tratar casos de abuso sexual de crianças, ao menos até meados da década de 1990, eram a manutenção do segredo, a evitação de escândalo, a proteção da reputação da Igreja e a preservação de seus bens. Todas as outras considerações, incluindo o bem-estar das crianças e a justiça para as vítimas, eram subordinadas a essas prioridades. A Arquidiocese não aplicou suas próprias regras de direito canônico e fez o possível para evitar qualquer aplicação da lei do Estado.
Em abril de 2010, Christopher Hitchens e Richard Dawkins defenderam o processo contra o Papa por crimes contra a humanidade devido ao seu suposto papel em acobertar abusos por padres. Em entrevista à CNN dias depois, porém, Dawkins se recusou a discutir a definição de crimes contra a humanidade pelo Tribunal Penal Internacional, afirmando ser questão jurídica complexa.[carece de fontes?]
Em abril de 2010, uma ação foi movida na Corte Federal de Milwaukee por um anônimo "John Doe 16" contra a Santa Sé e o Papa Bento XVI, acusando Ratzinger e outros de acobertarem casos de abuso para evitar escândalo, em detrimento das crianças.
Em fevereiro de 2011, dois advogados alemães apresentaram denúncia contra o Papa Bento XVI no Tribunal Penal Internacional, alegando "forte suspeita" de que Joseph Ratzinger, como Prefeito da Congregação para a Doutrina da Fé, acobertou abuso sexual de menores e protegeu os perpetradores.
A divisão interna tornou-se pública, com o Cardeal Christoph Schönborn acusando o Cardeal Angelo Sodano de ter bloqueado a investigação de Ratzinger em meados dos anos 1990.
No julgamento do Bispo francês Pierre Pican, que recebeu pena suspensa por não denunciar um padre abusador, o Cardeal Dario Castrillon Hoyos escreveu carta em apoio ao bispo, alegando ter tido aprovação de João Paulo II.
Em 2011, Hoyos foi novamente criticado: a Congregação para o Clero teria se oposto, em 1997, às regras adaptadas pelos bispos irlandeses que exigiam denunciar padres abusadores à polícia. O Arcebispo de Dublin, Diarmuid Martin, qualificou a cooperação com a Congregação para o Clero como "desastrosa".
Um artigo do The Washington Post de 27 de dezembro de 2019 acusa o ex-cardeal Theodore Edgar McCarrick de ter doado mais de US$ 600 000 em fundos da Igreja a burocratas do Vaticano, conselheiros papais e a dois papas – US$ 50 000 a João Paulo II e US$ 291 000 a Bento XVI – a partir de 2001, segundo registros e ex-funcionários. Muitos dos mais de 100 beneficiários avaliaram denúncias de má conduta contra McCarrick.

## Cobertura

### Cobertura pela mídia
A cobertura mediática dos casos de abuso sexual na Igreja Católica é um aspecto importante da literatura acadêmica. Em 2002, a descoberta de que o abuso sexual por padres católicos era generalizado nos EUA recebeu ampla atenção da mídia. Nos primeiros 100 dias, o The New York Times publicou 225 matérias, incluindo notícias e comentários, e a história apareceu em sua primeira página em 26 ocasiões. Walter V. Robinson, jornalista e professor de jornalismo americano, liderou a cobertura do The Boston Globe sobre os casos de abuso sexual na Igreja Católica Romana, pela qual o jornal ganhou o Prêmio Pulitzer de Serviço Público. Robinson também foi finalista do Pulitzer de Reportagem Investigativa em 2007.
Na Irlanda, o jornalismo televisivo desempenhou papel-chave na conscientização pública sobre o abuso sexual generalizado de crianças por padres. A BBC produziu o documentário Sex Crimes and the Vatican feito por uma vítima, que incluiu a alegação de que todas as denúncias de abuso sexual devem ser enviadas ao Vaticano em vez das autoridades civis, e que "um decreto secreto da Igreja chamado 'Crimen sollicitationis' ... impõe o mais estrito juramento de silêncio à vítima, ao padre que trata a denúncia e a quaisquer testemunhas. Quebrar esse juramento significa excomunhão instantânea da Igreja Católica".

### Acusações de cobertura tendenciosa e excessiva
Alguns críticos afirmam que a saturação de histórias sobre abuso na Igreja levou à percepção de que o clero católico é mais propenso à pedofilia do que realmente é. Uma pesquisa Wall Street Journal–NBC News indicou que 64 % dos entrevistados acham que padres católicos "frequentemente" abusam de crianças; no entanto, não há dados indicando que padres cometam abuso mais frequentemente que a população masculina em geral. O escritor anglicano Philip Jenkins apoiou muitas dessas argumentações, afirmando que a cobertura midiática do escândalo se tornou "uma grossa eflorescência de retórica anticatólica".
O comentarista Tom Hoopes escreveu que, no primeiro semestre de 2002, os 61 maiores jornais da Califórnia publicaram quase 2 000 matérias sobre abuso sexual em instituições católicas, a maioria sobre alegações passadas. No mesmo período, esses jornais publicaram quatro matérias sobre a descoberta do governo federal de um escândalo muito maior – e em curso – nas escolas públicas. O professor Thomas G. Plante, da Santa Clara University, afirma que a extensa cobertura midiática espalhou muitos mitos e equívocos, como a crença de que padres católicos são mais propensos a pedofilia que leigos. Sua pesquisa mostrou que a porcentagem de padres católicos que abusam sexualmente de menores não difere da de clérigos de outras tradições religiosas que vitimizam menores. Ele também observa que a postura defensiva e arrogante da Igreja historicamente pode ter provocado cobertura excessiva.

### Publicações
Várias memórias e livros de não-ficção abordam o tema, incluindo Andrew Madden, Altar Boy: A Story of Life After Abuse; Carolyn Lehman, Strong at the Heart: How it Feels to Heal from Sexual Abuse; Larry Kelly, The Pigeon House, sobre abuso no Pigeon House TB Sanatorium em Ringsend; e Kathy O’Beirne, Kathy's Story, detalhando abusos em um lar de Madalenas na Irlanda. Em artigo no The Daily Telegraph, Ed West afirmou que a história de O’Beirne é "em grande parte inventada", baseando-se em Hermann Kelly, do Irish Daily Mail; Kelly também foi editor do The Irish Catholic.

### Filmes e documentários
Os lares de Madalenas foram retratados no filme The Magdalene Sisters (2002), que gerou controvérsia ao estrear no início das revelações sobre abusos em instituições católicas. Em 2006, o documentário Deliver Us From Evil, dirigido por Amy J. Berg e produzido por Berg e Frank Donner, enfocou um padre abusador e expôs até onde alguns clérigos chegaram para encobrir denúncias. Na Irlanda, a série documental Suffer the Children (UTV, 1994) também investigou casos de abuso.
Uma lista atualizada diariamente de filmes e documentários pode ser consultada em "Literature List Clergy Sexual Abuse", compilada pelo jornalista.